# Contalmaison
Contalmaison est une commune française située dans le département de la Somme, en région Hauts-de-France.

## Géographie

### Localisation
La commune est située à l'extrémité nord du canton d'Albert jouxtant le département du Pas-de-Calais, au croisement  de la route menant de La Boisselle à Longueval et de la route menant de Fricourt à Bazentin..
Son  sol est argileux dans les vallons, siliceux ailleurs, surtout dans les bois défrichés.
Le relief est accidenté, semé de vallons et de petits coteaux.
Aucun cours d'eau ne traverse la commune. La nappe phréatique est située à environ 50 mètres en dessous du niveau du sol.

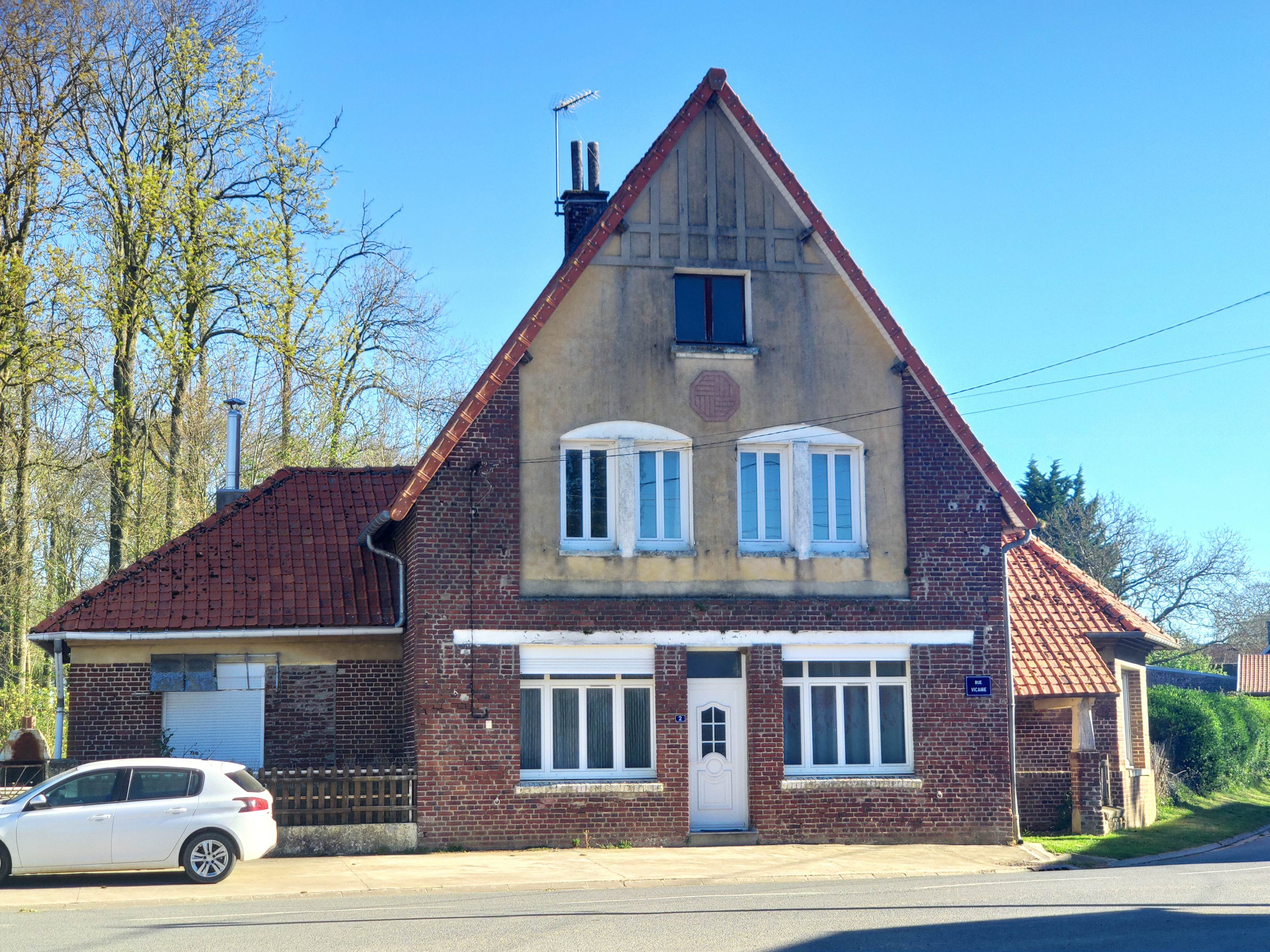
Maison de l'époque de la Reconstruction, près de l'église.
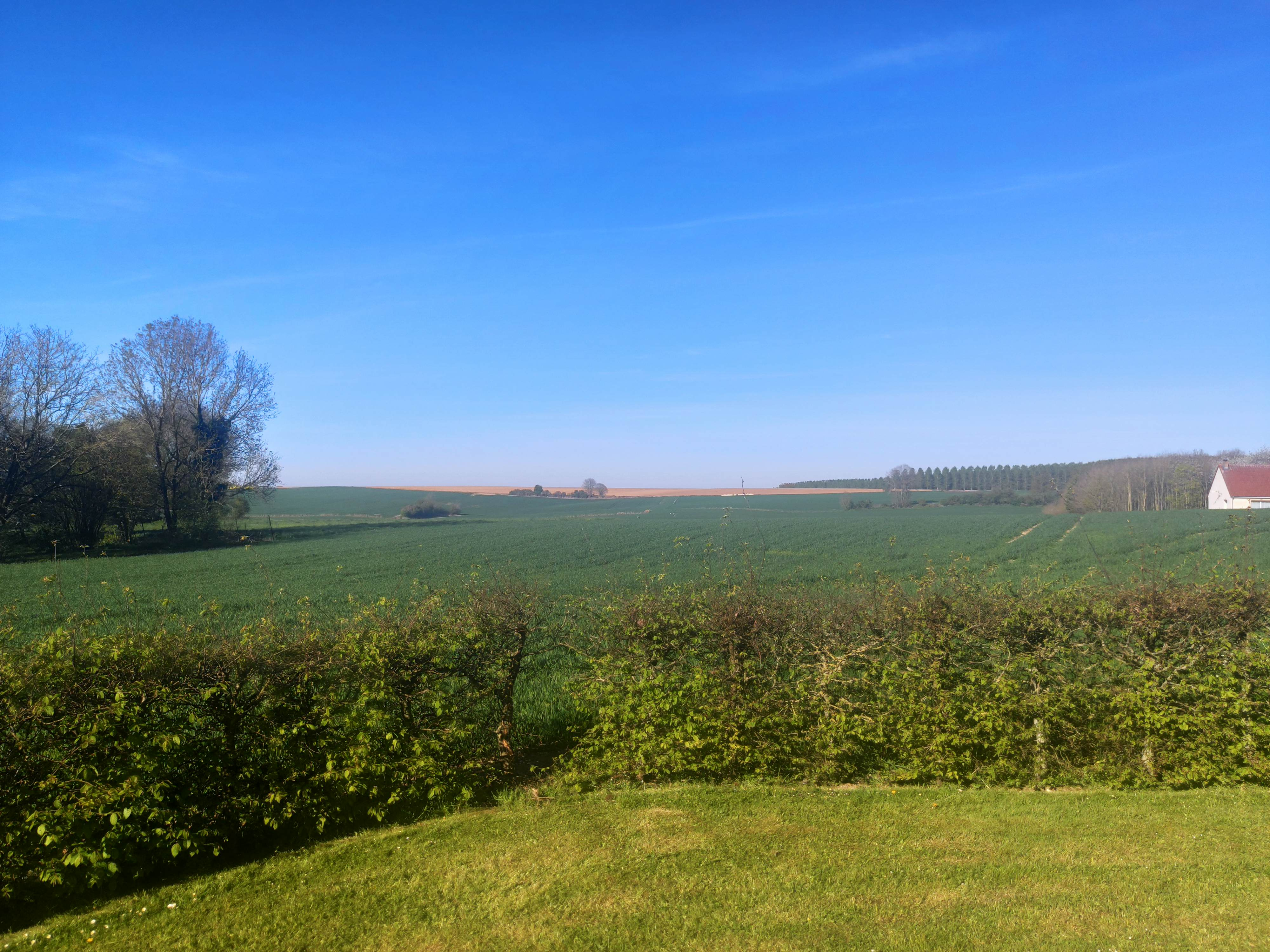
Paysage depuis l'église.
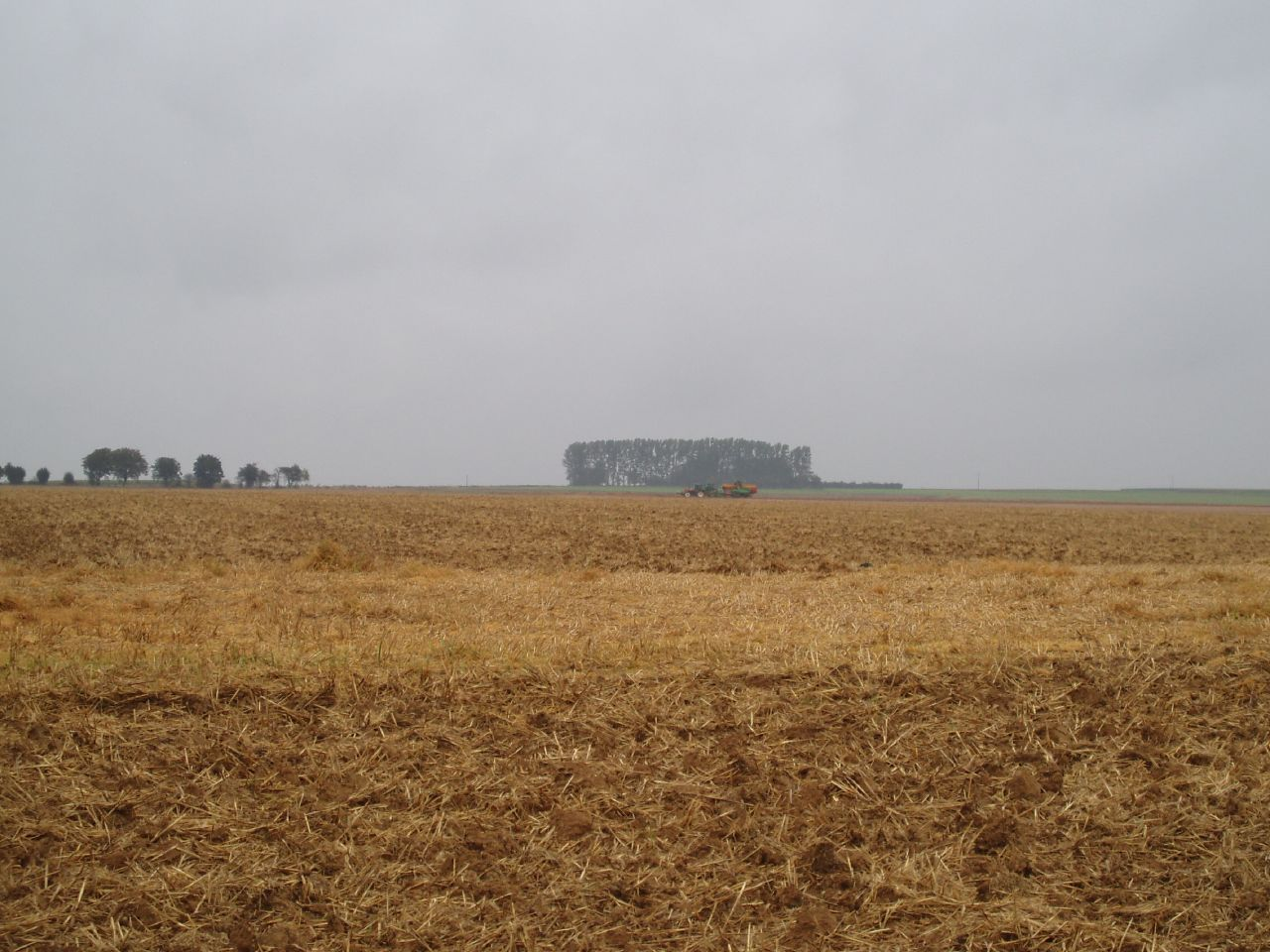
Champs moissonnés

#### Communes limitrophes
Les communes limitrophes sont  Pozières (au nord), Bazentin (à l'est), Mametz et Fricourt (au sud) et Ovillers-la-Boisselle (à l'ouest). Tous ces villages ont été au cœur des combats de la Première Guerre mondiale.
|                       | Pozières           |          |
| Ovillers-la-Boisselle | Contalmaison       | Bazentin |
|                       | Mametz et Fricourt |          |

### Hydrographie
La commune est située dans le bassin Artois-Picardie. Elle n'est drainée par aucun cours d'eau.

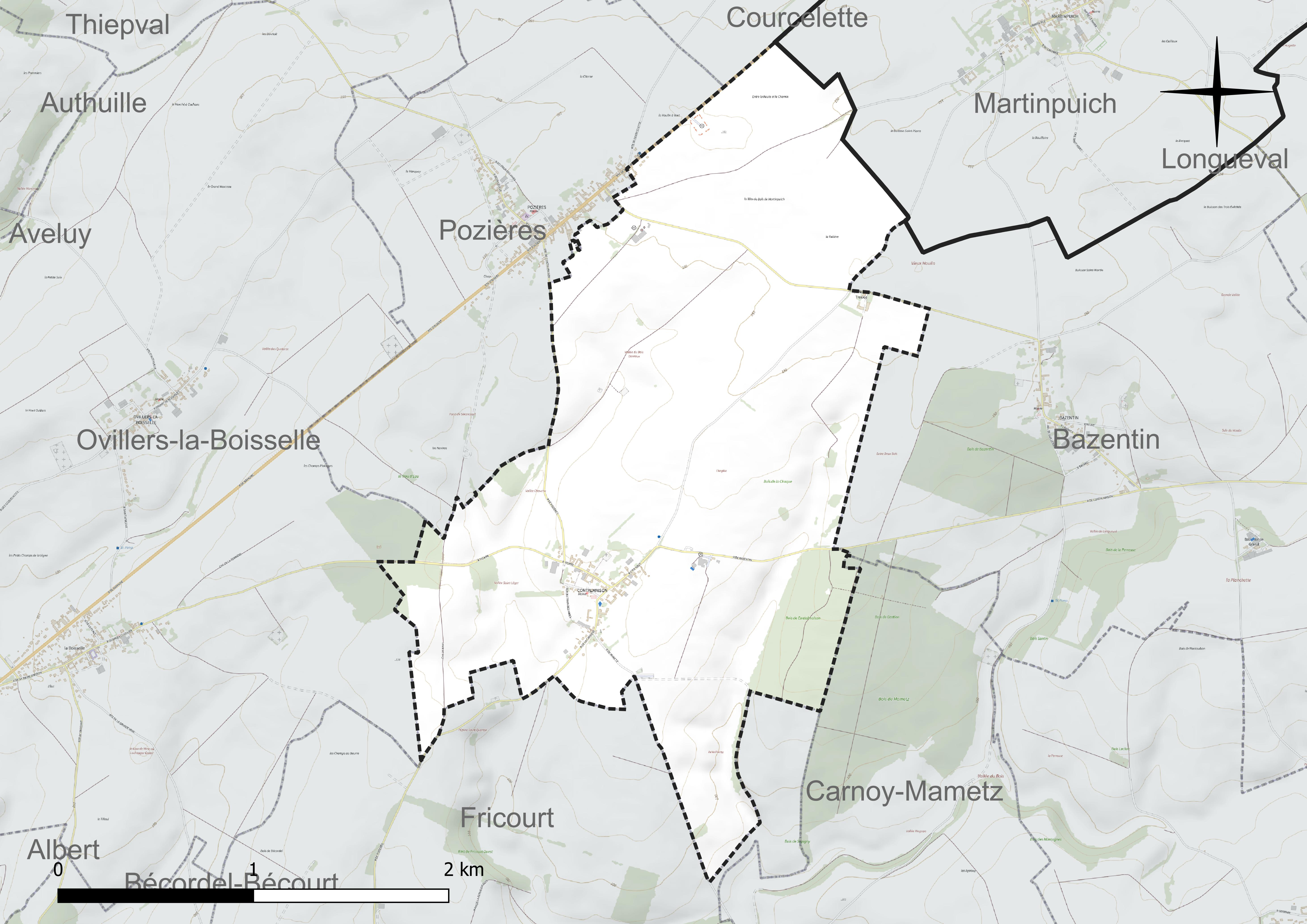
Réseau hydrographique de Contalmaison.

### Climat
Pour des articles plus généraux, voir Climat des Hauts-de-France et Climat de la Somme.
En 2010, le climat de la commune est de type climat océanique dégradé des plaines du Centre et du Nord, selon une étude du CNRS s'appuyant sur une série de données couvrant la période 1971-2000. En 2020, Météo-France publie une typologie des climats de la France métropolitaine dans laquelle la commune est exposée à un climat océanique et est dans la région climatique Nord-est du bassin Parisien, caractérisée par un ensoleillement médiocre, une pluviométrie moyenne régulièrement répartie au cours de l'année et un hiver froid (3 °C).
Pour la période 1971-2000, la température annuelle moyenne est de 9,8 °C, avec une amplitude thermique annuelle de 14,4 °C. Le cumul annuel moyen de précipitations est de 817 mm, avec 12,7 jours de précipitations en janvier et 9 jours en juillet. Pour la période 1991-2020, la température moyenne annuelle observée sur la station météorologique la plus proche, située sur la commune de Méaulte à 7 km à vol d'oiseau, est de 10,7 °C et le cumul annuel moyen de précipitations est de 730,3 mm,. Pour l'avenir, les paramètres climatiques de la commune estimés pour 2050 selon différents scénarios d'émission de gaz à effet de serre sont consultables sur un site dédié publié par Météo-France en novembre 2022.

## Urbanisme

### Typologie
Au 1er janvier 2024, Contalmaison est catégorisée commune rurale à habitat dispersé, selon la nouvelle grille communale de densité à sept niveaux définie par l'Insee en 2022.
Elle est située hors unité urbaine. Par ailleurs la commune fait partie de l'aire d'attraction de Méaulte, dont elle est une commune de la couronne,. Cette aire, qui regroupe 9 communes, est catégorisée dans les aires de moins de 50 000 habitants,.

### Occupation des sols
L'occupation des sols de la commune, telle qu'elle ressort de la base de données européenne d'occupation biophysique des sols Corine Land Cover (CLC), est marquée par l'importance des territoires agricoles (95 % en 2018), une proportion identique à celle de 1990 (95 %). La répartition détaillée en 2018 est la suivante : 
terres arables (88,9 %), zones agricoles hétérogènes (6,2 %), forêts (4,6 %), zones urbanisées (0,4 %). L'évolution de l'occupation des sols de la commune et de ses infrastructures peut être observée sur les différentes représentations cartographiques du territoire : la carte de Cassini (XVIIIe siècle), la carte d'état-major (1820-1866) et les cartes ou photos aériennes de l'IGN pour la période actuelle (1950 à aujourd'hui).

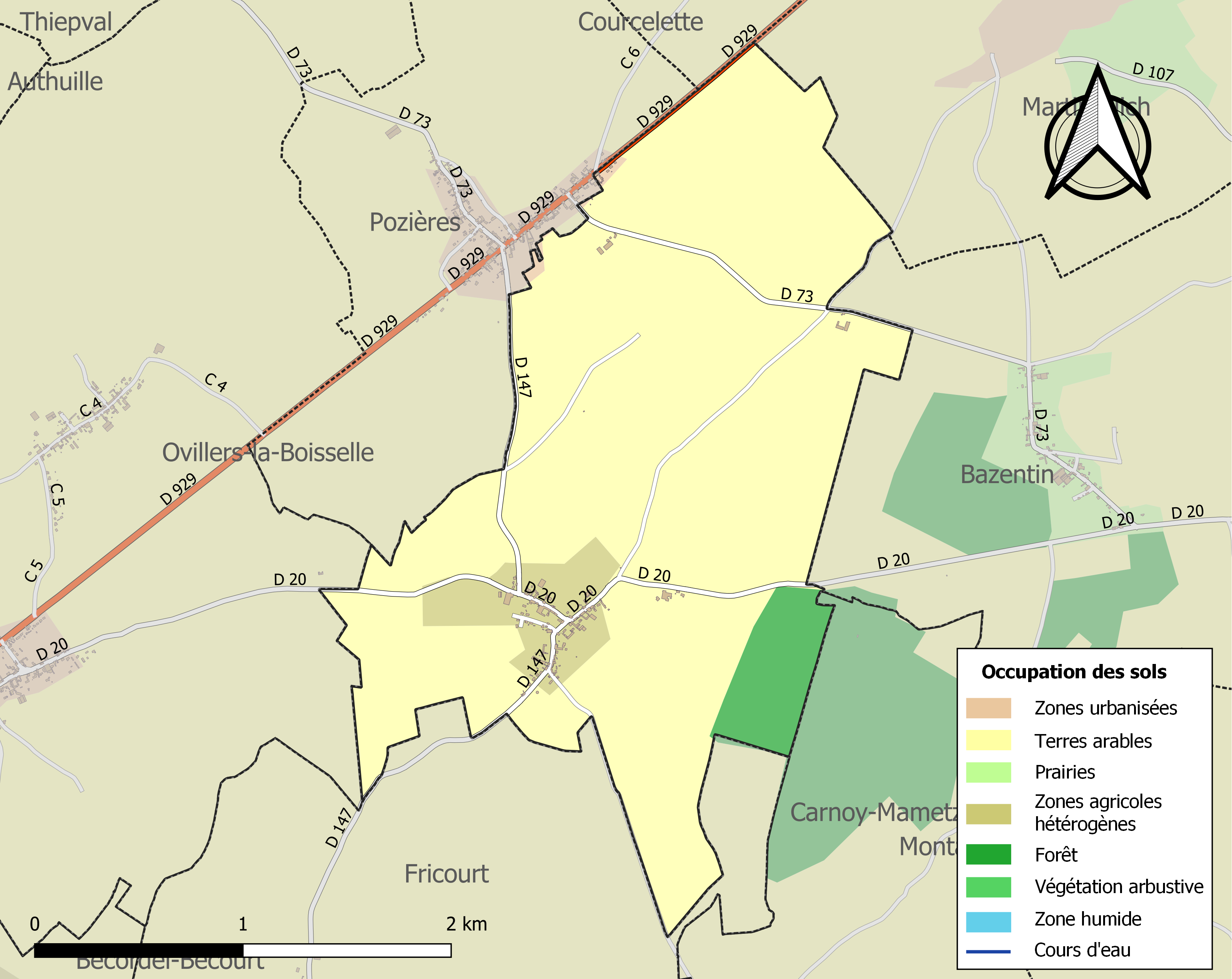
Carte des infrastructures et de l'occupation des sols de la commune en 2018 (CLC).

### Morphologie urbaine
La commune est composée d'une seule agglomération. L'agglomération détruite pendant la Grande Guerre a été reconstruite en totalité pendant l'entre-deux-guerres.

### Habitat et logement
En 2019, le nombre total de logements dans la commune était de 55, alors qu'il était de 53 en 2014 et de 49 en 2009.
Parmi ces logements, 81,7 % étaient des résidences principales, 9,2 % des résidences secondaires et 9,2 % des logements vacants. Ces logements étaient pour 94,5 % d'entre eux des maisons individuelles et pour 5,5 % des appartements.
Le tableau ci-dessous présente la typologie des logements à Contalmaison en 2019 en comparaison avec celle de la Somme et de la France entière. Une caractéristique marquante du parc de logements est ainsi une proportion de résidences secondaires et logements occasionnels (9,2 %) supérieure à celle du département (8,3 %) et à celle de la France entière (9,7 %). Concernant le statut d'occupation de ces logements, 93,3 % des habitants de la commune sont propriétaires de leur logement (91,3 % en 2014), contre 60,2 % pour la Somme et 57,5 pour la France entière.
| Typologie                                               | Contalmaison | Somme | France entière |
| ------------------------------------------------------- | ------------ | ----- | -------------- |
| Résidences principales (en %)                           | 81,7         | 83,2  | 82,1           |
| Résidences secondaires et logements occasionnels (en %) | 9,2          | 8,3   | 9,7            |
| Logements vacants (en %)                                | 9,2          | 8,5   | 8,2            |

## Toponymie
Le nom de la localité est attesté sous les formes Guntar Maisuns au XIIe siècle. ; Gontart Maisons en 1261 ; Contalmaison en 1261 ; Contarmaisons en 1261 ; Gontarmaison  en 1301 (pouillé) ; Contal en 1707 ; Contalmison en 1743 ; Conté-Maison en 1787. La commune est créée par la Révolution française en 1793 sous le nom de Contal Maison. Elle est désignée en 1801 comme Contal-Maison puis prend ultérieurement son nom actuel de Contalmaison.
Il s'agit d'une formation toponymique médiévale en -maison[s], appellatif précédé du nom de personne germanique Gunthard (cf. nom de famille Gontard), altéré en deux étapes (Gont > Cont- et -ar- > -al), sans doute par attraction du mot comte et de l'adjectif comtal, attesté en ancien français sous la forme contal dès 1207 dans une charte de Jean Sans Terre conservée dans le cartulaire de Pont-Audemer.
Remarque : la postposition de l'appellatif -maison[s] caractérise l'influence syntaxique du germanique et -maison correspond au vieux bas francique *hūs (cf. ancien néerlandais et vieux saxon hūs). L'altération de Gontart- en Contal- peut être motivée par l'existence du comté de Saint-Pol, dont les tenants étaient les seigneurs d'Albert.

## Histoire

### Antiquité
Près du village actuel de Contalmaison, sur le versant sud de la colline de la colline en direction de Bécourt, susbistent des traces d'un vicus gallo-romain du nom de Labilène. On y a découvert des monnaies romaines et des vestiges architecturaux.
A Contalmaison, en février 1895, un cultivateur a découvert près d'une mare, une poterie brisée, contenant près de 600 pièces en billon, portant les effigies de la plupart des empereurs ayant gouverné de Caracalla à Postume.

### Moyen Âge
On ne connaît pas de seigneurie du nom de Contalmaison à l'époque médiévale. Contalmaison dépendait des seigneuries d'Encre et de Fricourt.

### Époque moderne
Au début du XVIIIe siècle, Adrien d'Hangre, chevalier, est seigneur de Contalmaison. Il a pris pour femme Marie Lefèbvre.

### Époque contemporaine
La construction d'une école est signalée en 1883.
Au tournant du XXe siècle, Contalmaison est un village rural agricole doté d'un château de style éclectique.

#### Première Guerre mondiale
Pendant la Première Guerre mondiale, Contalmaison, occupé par l'armée allemande
, a été le théâtre de violents combats pendant la Bataille de la Somme.
Le 1er juillet 1916, lors de la bataille d'Albert, la 34e division de la Force expéditionnaire britannique monta à l'assaut des tranchées allemandes de Contalmaison. L'avant-garde était constituée par une unité de soldats originaires d'Édimbourg dirigés par le lieutenant-colonel Sir George McCrae dont le noyau originel était composé de footballeurs professionnels de l'équipe Midlothian - volontaire dès 1914 - et autres sportifs. Les mitrailleuses allemandes fauchèrent les trois quarts des soldats de cette unité.
Les Britanniques prirent le village de Contalmaison, le 27 juillet 1916, au prix de très lourdes pertes. Le Royal Army Medical Corps installa un hôpital militaire dans les caves du château en ruines. Le village était anéanti,,,
,
,
.
Le village est considéré comme détruit à la fin de la guerre,
, et a  été décoré de la Croix de guerre 1914-1918, le 27 octobre 1920.

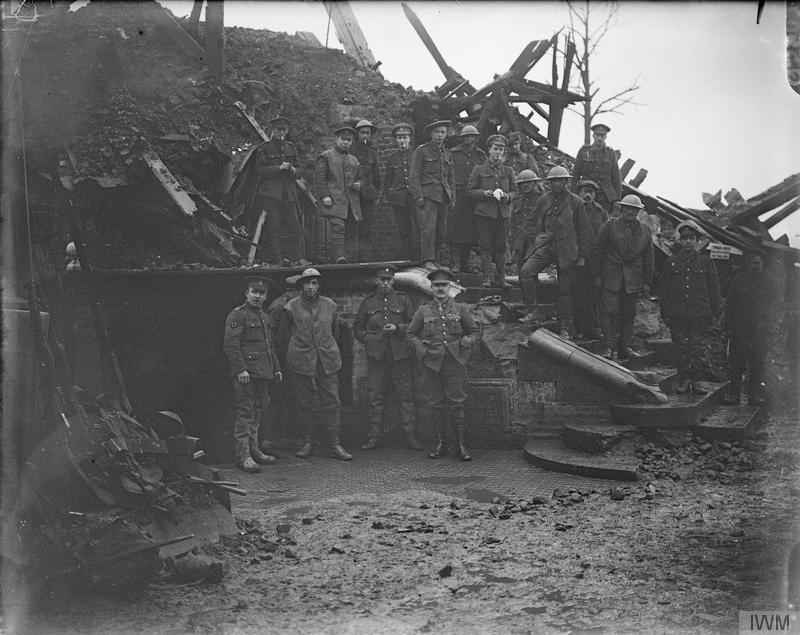
Les personnels de l'hôpital militaire anglais dans les ruines du château, en janvier 1917.
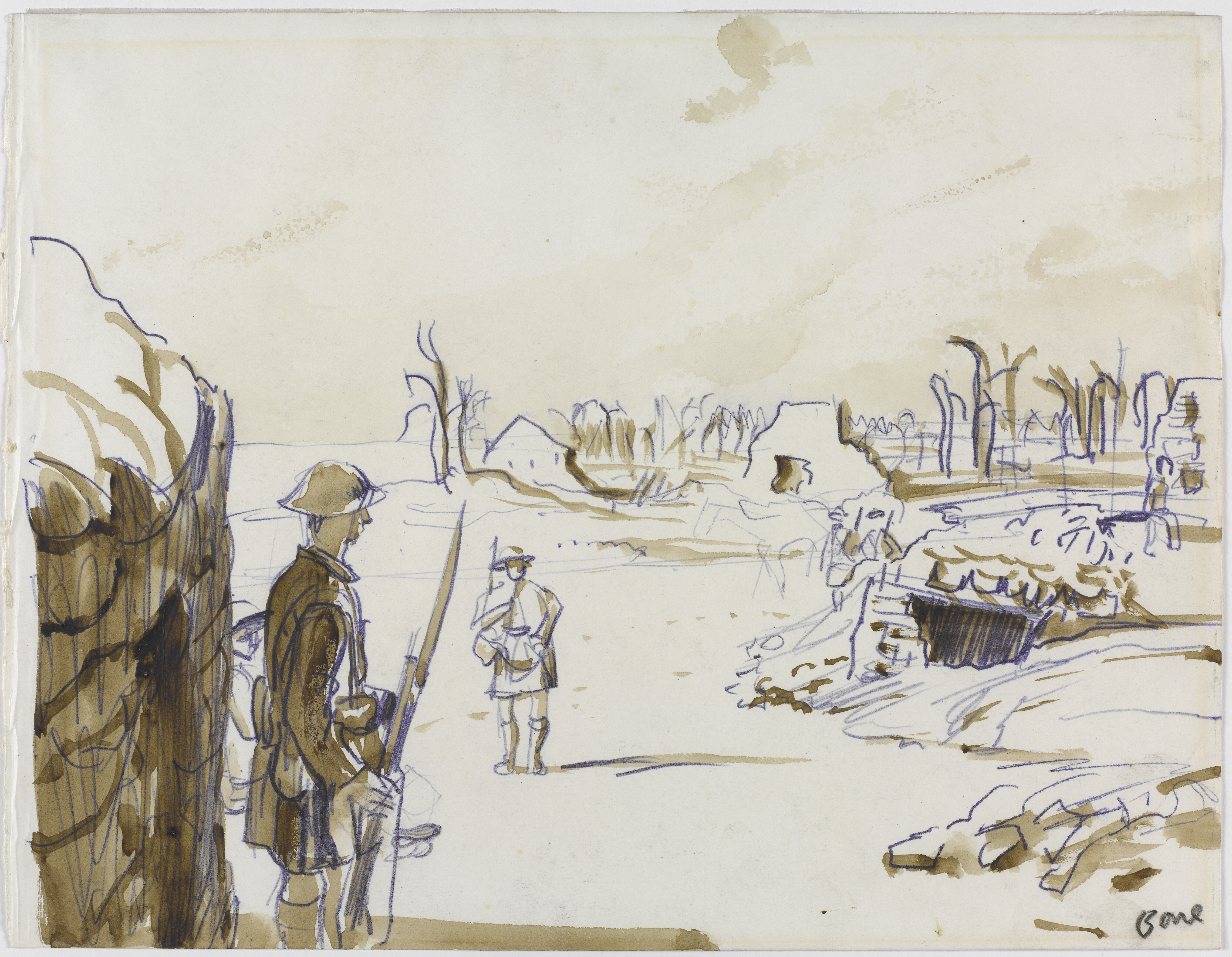
Muirhead Bone : Les ruines de Contalmaison - Le quartier général du brigadier général au premier plan.
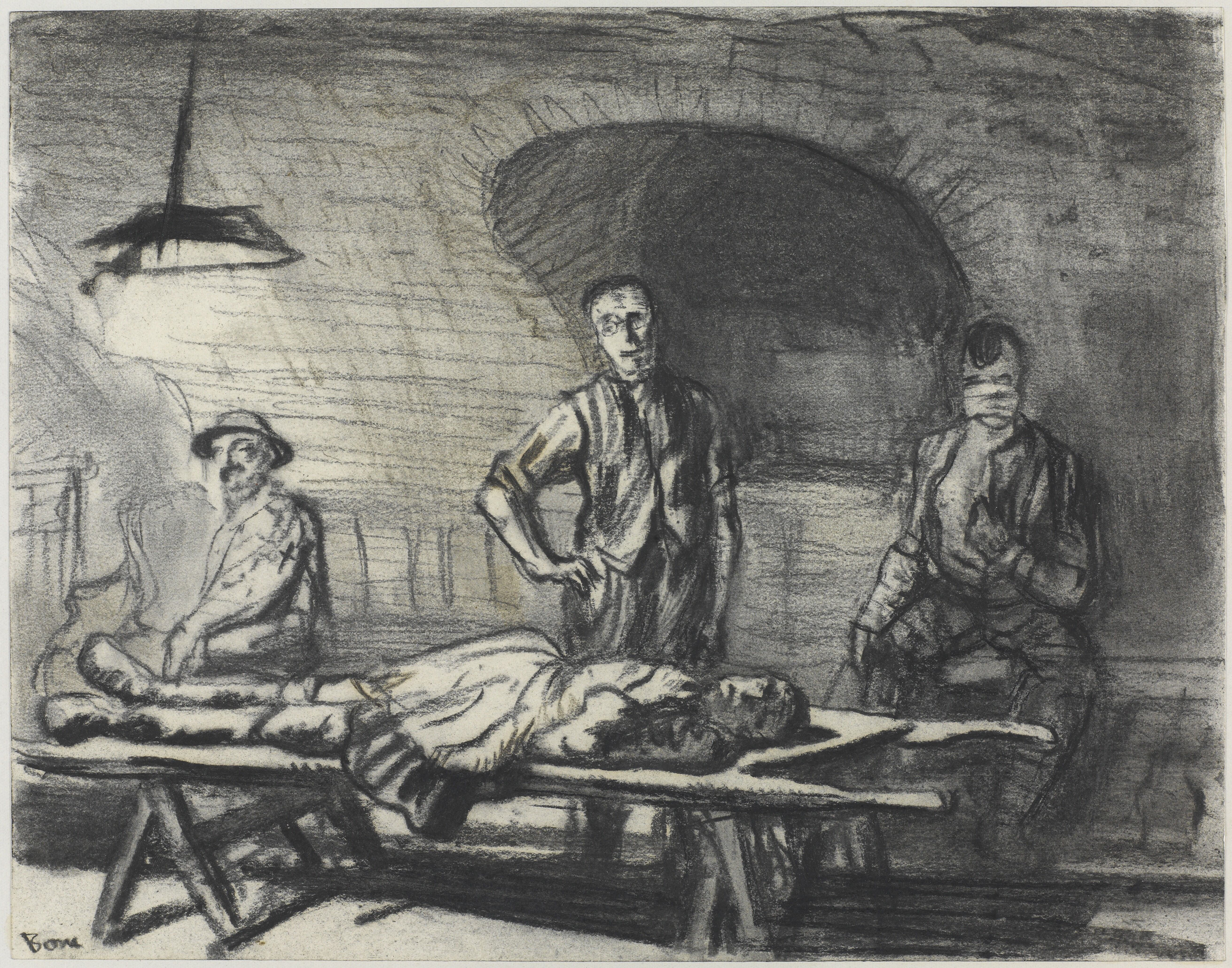
Muirhead Bone : Cave du château de Contalmaison : la mort d'un héro

## Politique et administration

### Rattachements administratifs et électoraux
La commune se trouve dans l'arrondissement de Péronne du département de la Somme. Pour l'élection des députés, elle fait partie depuis 1958 de la cinquième circonscription de la Somme.
Elle fait partie depuis 1793 du canton d'Albert. Dans le cadre du redécoupage cantonal de 2014 en France, ce canton, dont la commune est toujours membre, est modifié, passant de 26 à 67 communes.

### Intercommunalité
La commune fait partie de la communauté de communes du Pays du Coquelicot, créée fin 2001.

### Liste des maires
| Période                                  | Période                   | Identité         | Étiquette | Qualité                                        |
| ---------------------------------------- | ------------------------- | ---------------- | --------- | ---------------------------------------------- |
| Les données manquantes sont à compléter. |                           |                  |           |                                                |
| juin 1800                                | 1821                      | Nicolas Alavoine |           |                                                |
| mars 2001                                | 2008                      | Bernard Sénéchal |           |                                                |
| mars 2008                                | février 2019              | Patricia Leroy   |           | Militaire retraitée Décédée en cours de mandat |
| avril 2019,                              | mai 2020                  | Joël Letemple    |           | Chef du personnel en retraite, auteur          |
| mai 2020                                 | En cours (au 27 mai 2020) | Jocelyne Gougeon |           | Aide soignante                                 |

## Équipements et services publics

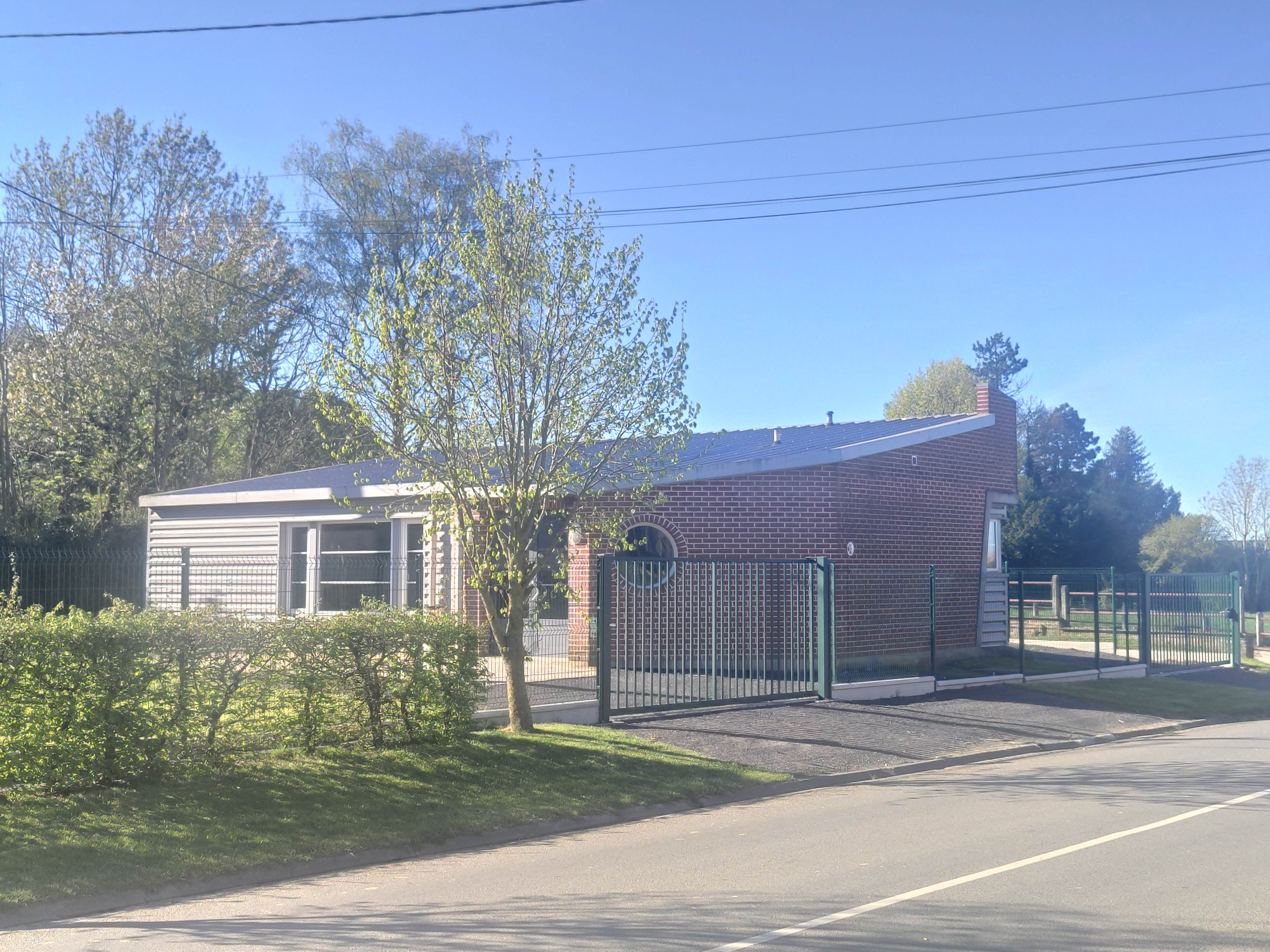
Le bâtiment du périscolaire, face à l'église.

### Enseignement
L'enseignement primaire est organisé autour d'un regroupement pédagogique intercommunal (RPI) qui  regroupe les enfants de Contalmaison, Pozières et Ovillers-la-Boisselle, répartis dans les écoles de Pozières et la Boisselle.
À la rentrée scolaire 2017, de la maternelle au CE1, les élèves sont scolarisés à la Boisselle. Du CE2 au CM2, ils se rendent à Pozières.
Les écoles dépendent de l'académie d'Amiens ; elles sont placées en zone B pour les vacances scolaires.

## Population et société
Les habitants s'appellent des Contalmaisonais.

### Démographie
L'évolution du nombre d'habitants est connue à travers les recensements de la population effectués dans la commune depuis 1793. Pour les communes de moins de 10 000 habitants, une enquête de recensement portant sur toute la population est réalisée tous les cinq ans, les populations de référence des années intermédiaires étant quant à elles estimées par interpolation ou extrapolation. Pour la commune, le premier recensement exhaustif entrant dans le cadre du nouveau dispositif a été réalisé en 2006.

En 2022, la commune comptait 122 habitants, en évolution de +3,39 % par rapport à 2016 (Somme : −1,26 %, France hors Mayotte : +2,11 %).
| 1793 | 1800 | 1806 | 1821 | 1831 | 1836 | 1841 | 1846 | 1851 |
| ---- | ---- | ---- | ---- | ---- | ---- | ---- | ---- | ---- |
| 322  | 204  | 309  | 341  | 375  | 373  | 359  | 349  | 367  |

| 1856 | 1861 | 1866 | 1872 | 1876 | 1881 | 1886 | 1891 | 1896 |
| ---- | ---- | ---- | ---- | ---- | ---- | ---- | ---- | ---- |
| 349  | 324  | 295  | 281  | 263  | 227  | 212  | 223  | 193  |

| 1901 | 1906 | 1911 | 1921 | 1926 | 1931 | 1936 | 1946 | 1954 |
| ---- | ---- | ---- | ---- | ---- | ---- | ---- | ---- | ---- |
| 172  | 178  | 159  | 119  | 119  | 128  | 129  | 120  | 108  |

| 1962 | 1968 | 1975 | 1982 | 1990 | 1999 | 2006 | 2011 | 2016 |
| ---- | ---- | ---- | ---- | ---- | ---- | ---- | ---- | ---- |
| 92   | 84   | 106  | 101  | 104  | 98   | 119  | 123  | 118  |

| 2021 | 2022 | - | - | - | - | - | - | - |
| ---- | ---- | - | - | - | - | - | - | - |
| 120  | 122  | - | - | - | - | - | - | - |

## Économie
L'activité dominante de la commune reste l'agriculture.

## Culture locale et patrimoine

### Lieux et monuments
- La mairie, reconstruite dans l'entre deux guerres par  Joseph Andrieu[46]
- Église Saint-Léger de Contalmaison[47],[48],[49], détruite lors des combats de la bataille de la Somme et reconstruite en style néo-roman sur les plans de  Joseph Andrieu durant l'entre-deux-guerres. Il a égalemement dessiné les fonts baptismaux réalisés par le marbrier Robert Sueur à Amiens. Les volutes  du couvercle en chène sont identiques à ceux de sa cuve et de ceux des chapiteaux de l'église[50],[51].

L'église Saint-Léger
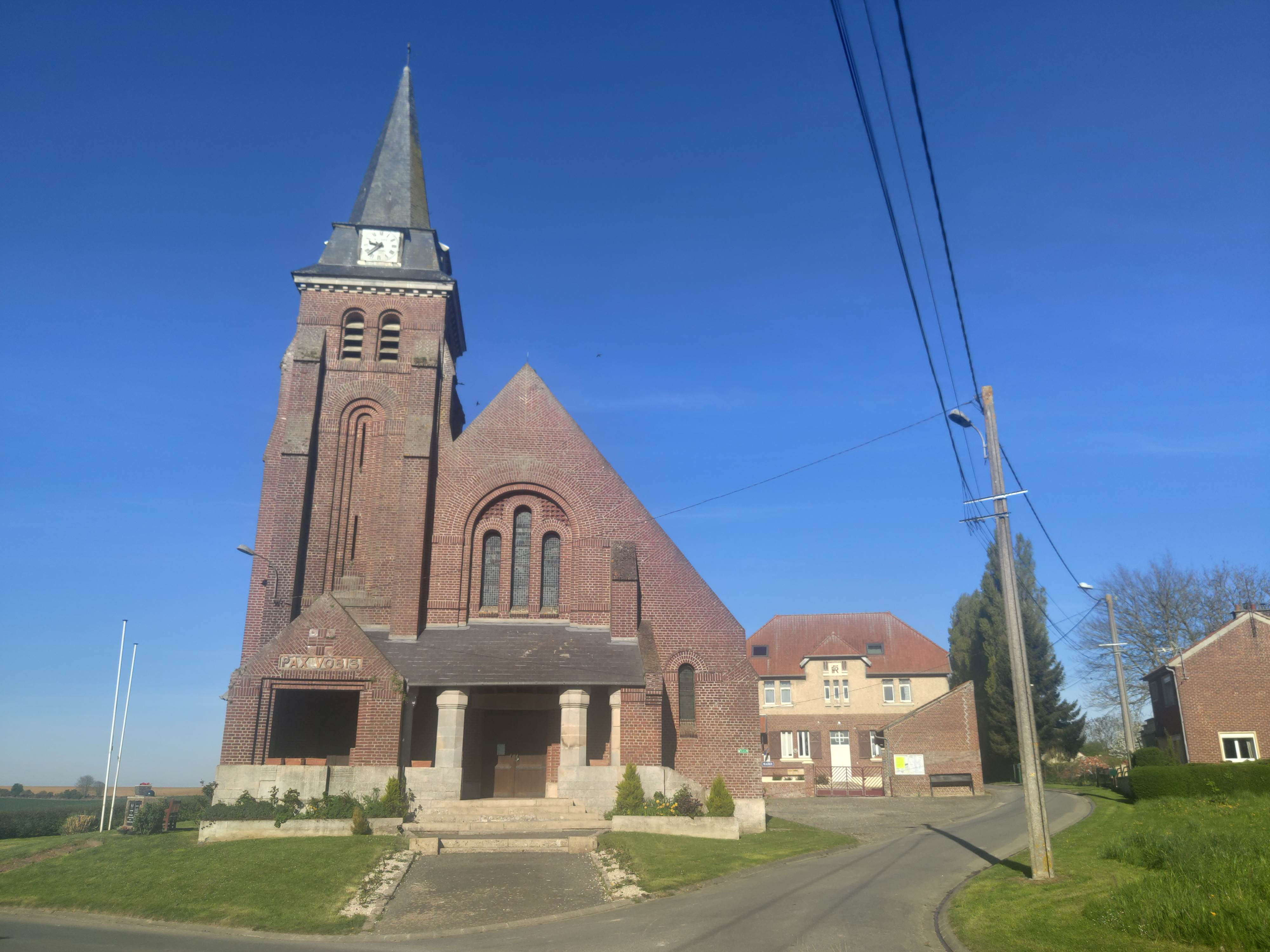
L'église et la mairie-école
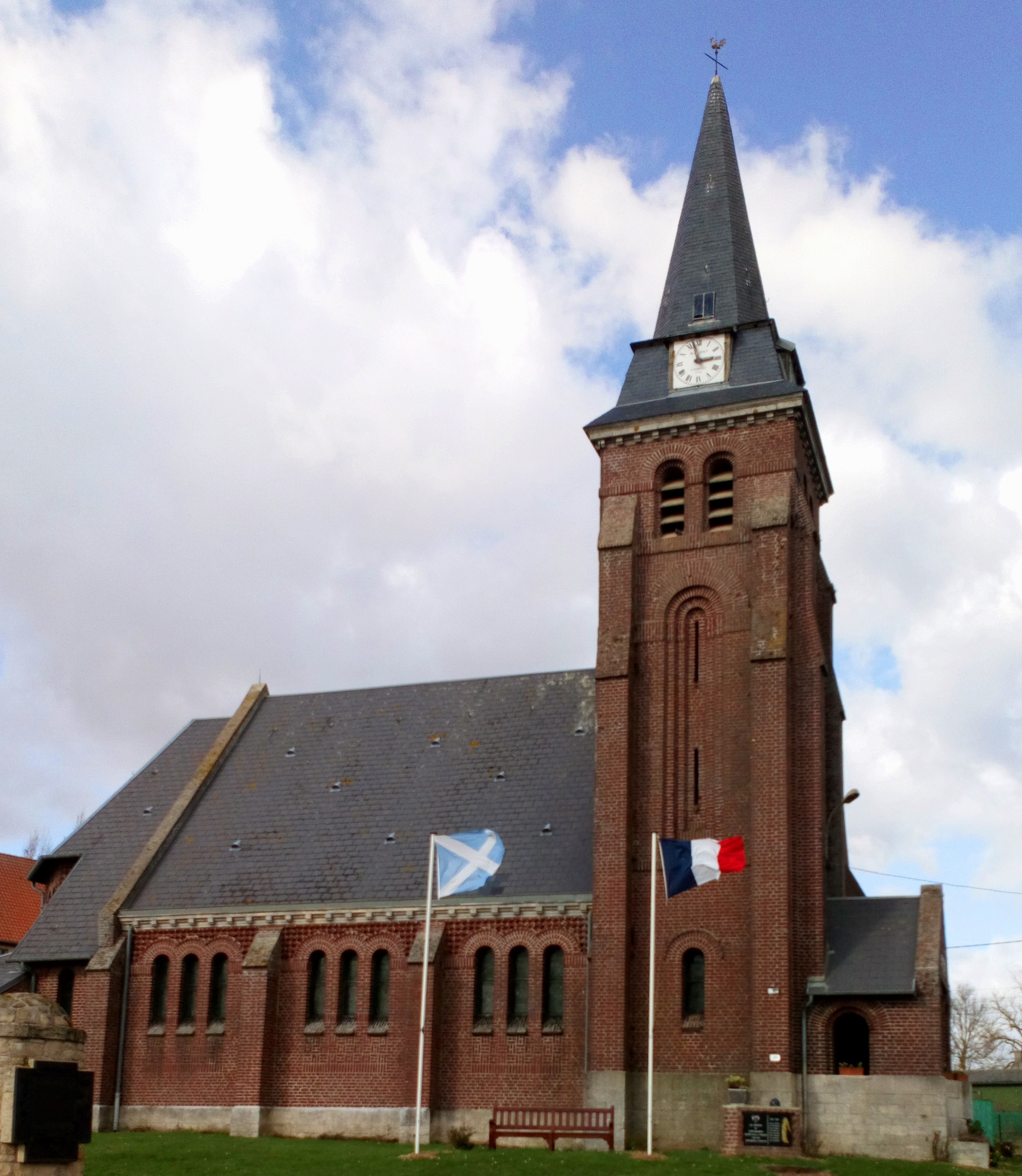
L'église et le monument aux morts de la commune
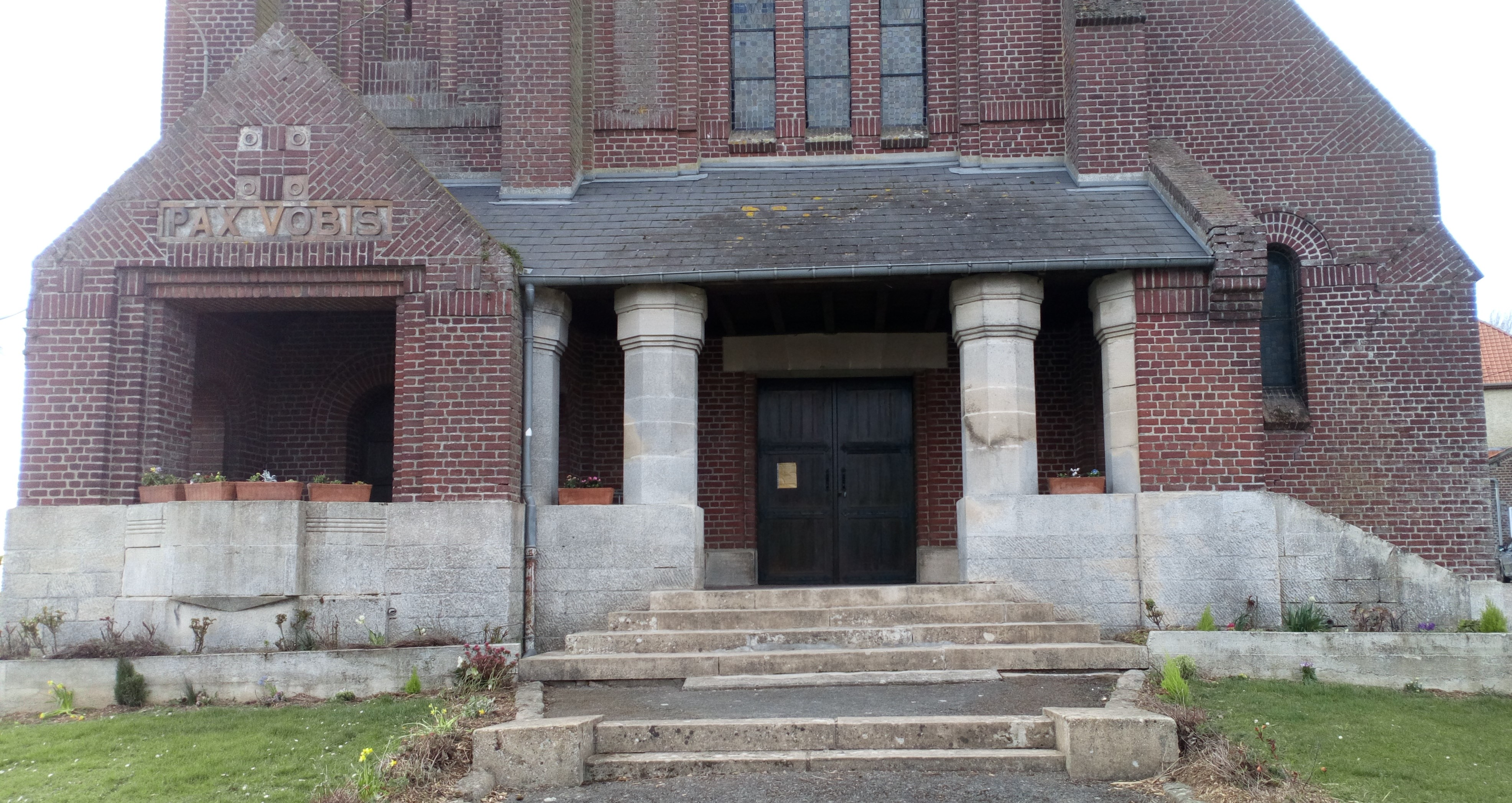
Détail de la façade
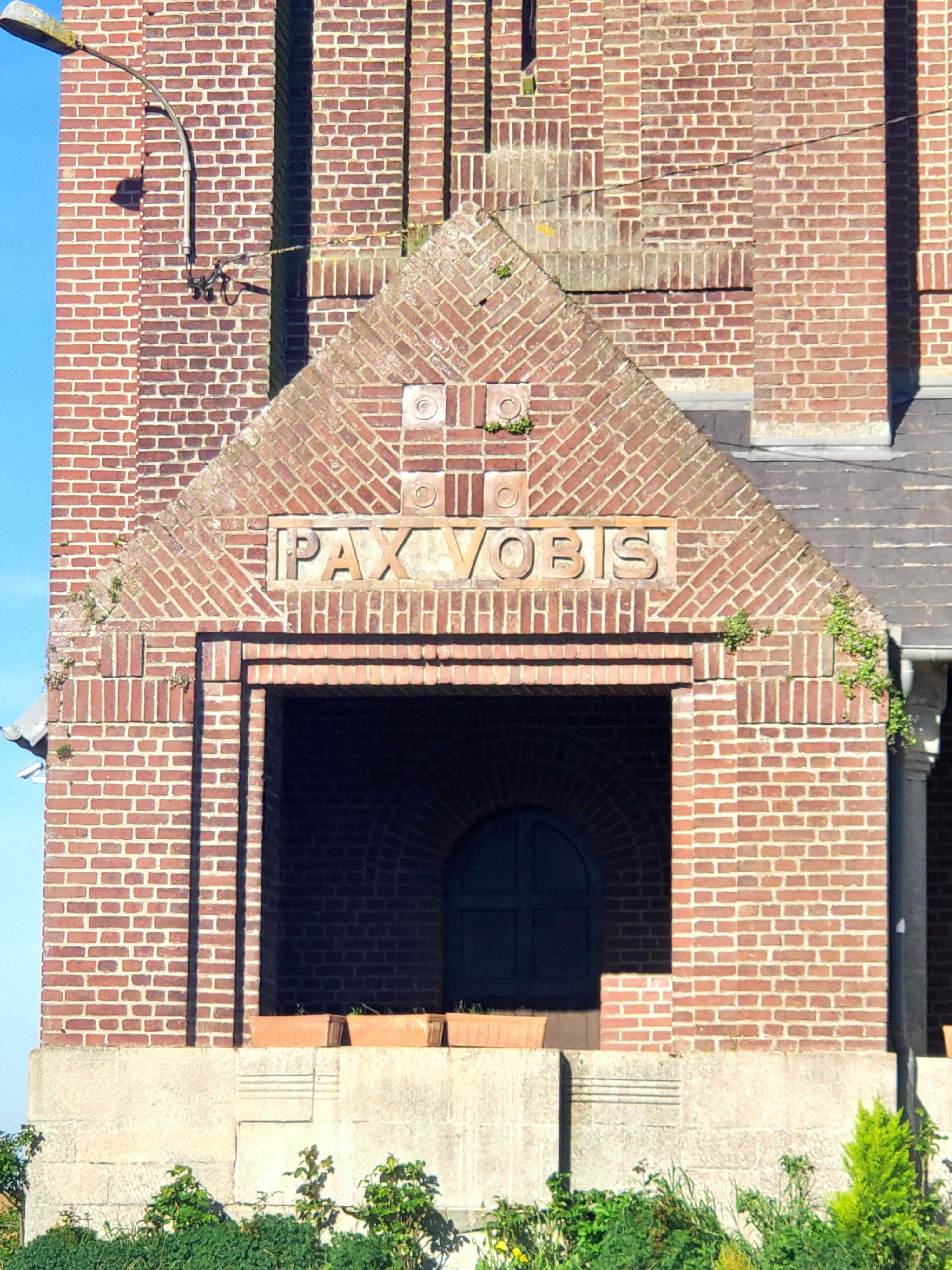
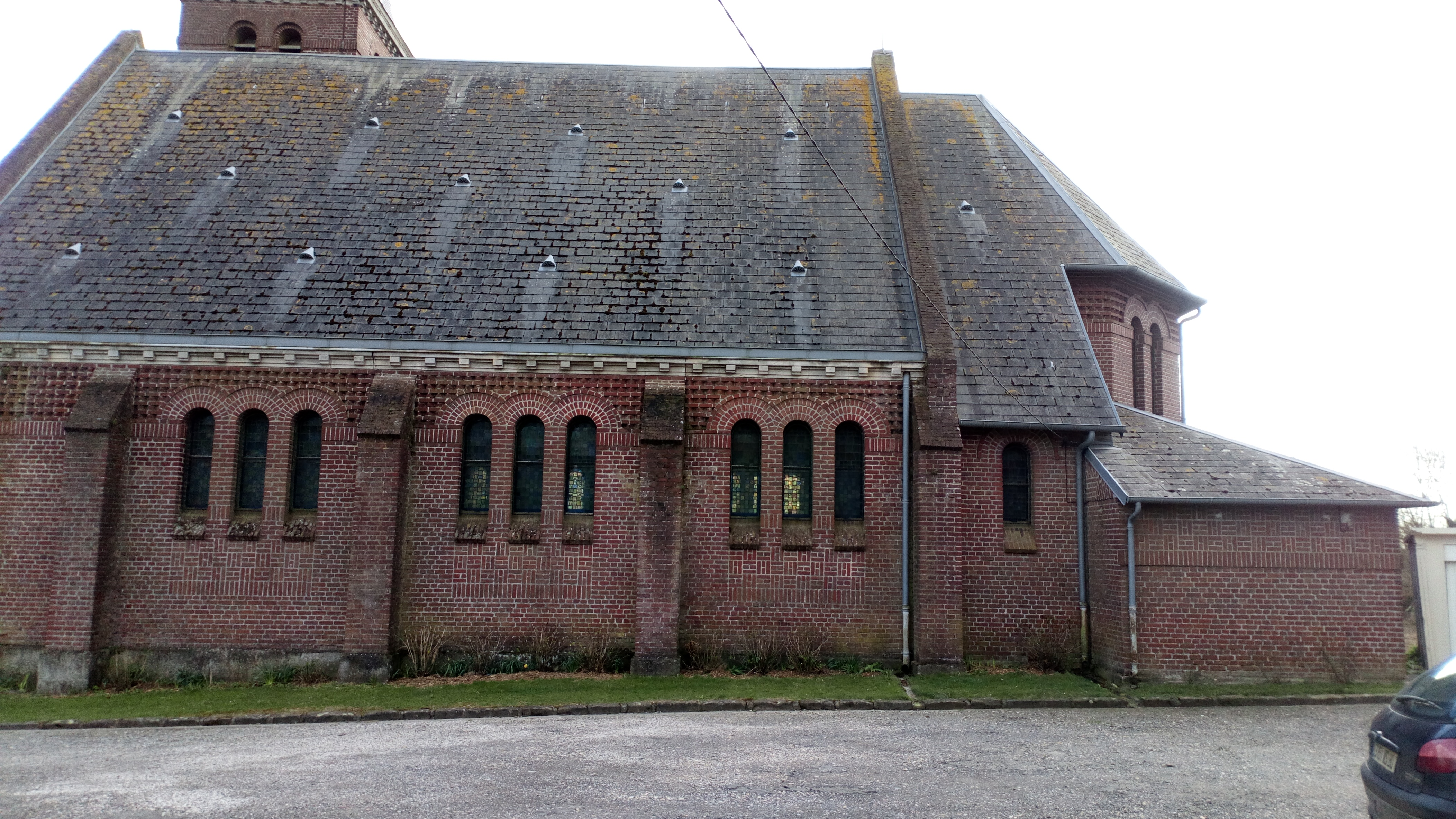
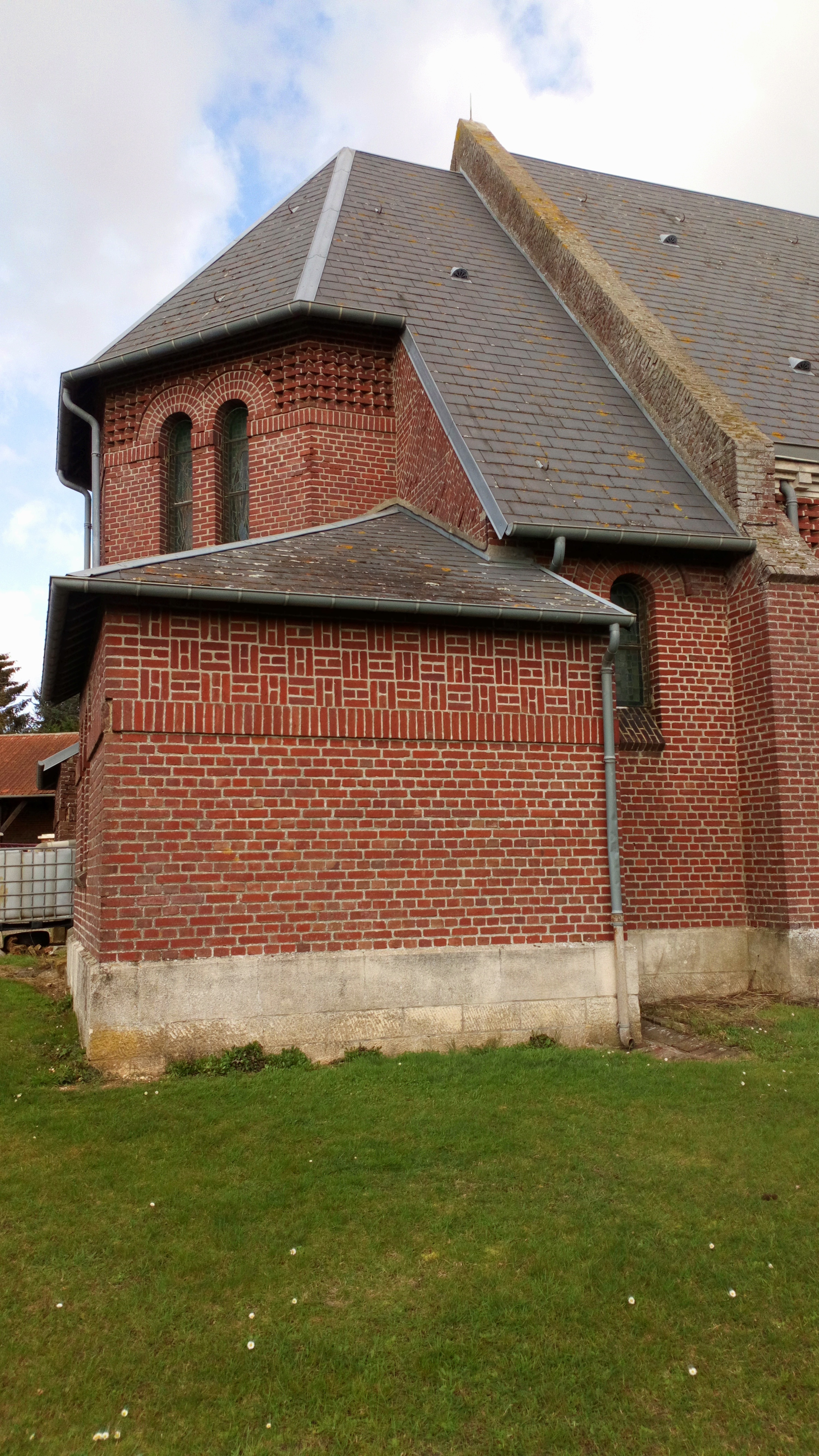

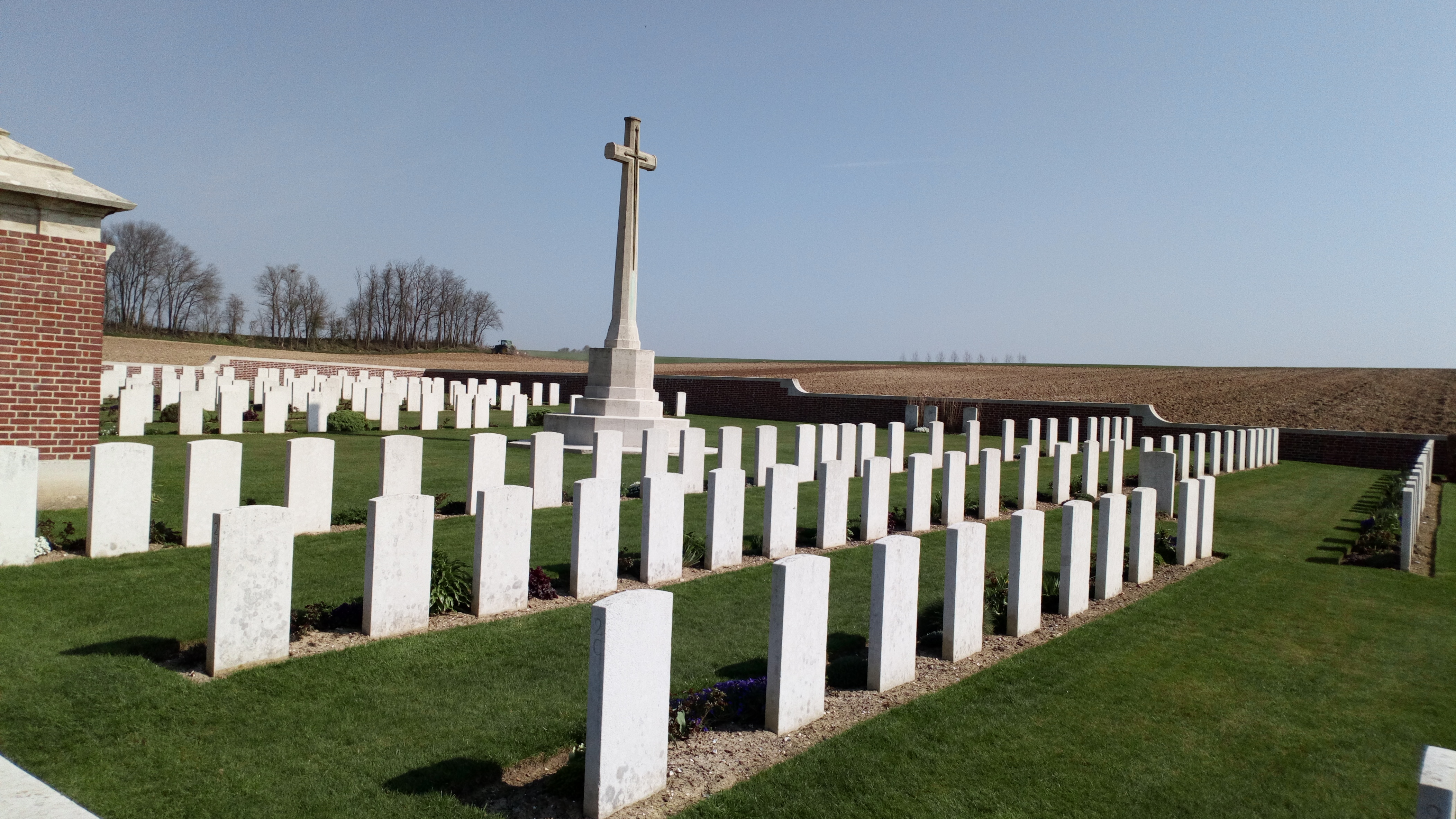
cimetière Sunken Road 2

- Sur le territoire de la commune sont situés plusieurs lieux de mémoire de la Grande Guerre ; trois cimetières militaires britanniques entretenus par la Commonwealth War Graves Commission : 
  - Contalmaison Chateau Cemetery ;
  - Sunken Road Cemetery et
  - 2d Canadian Cemetery, Sunken Road.

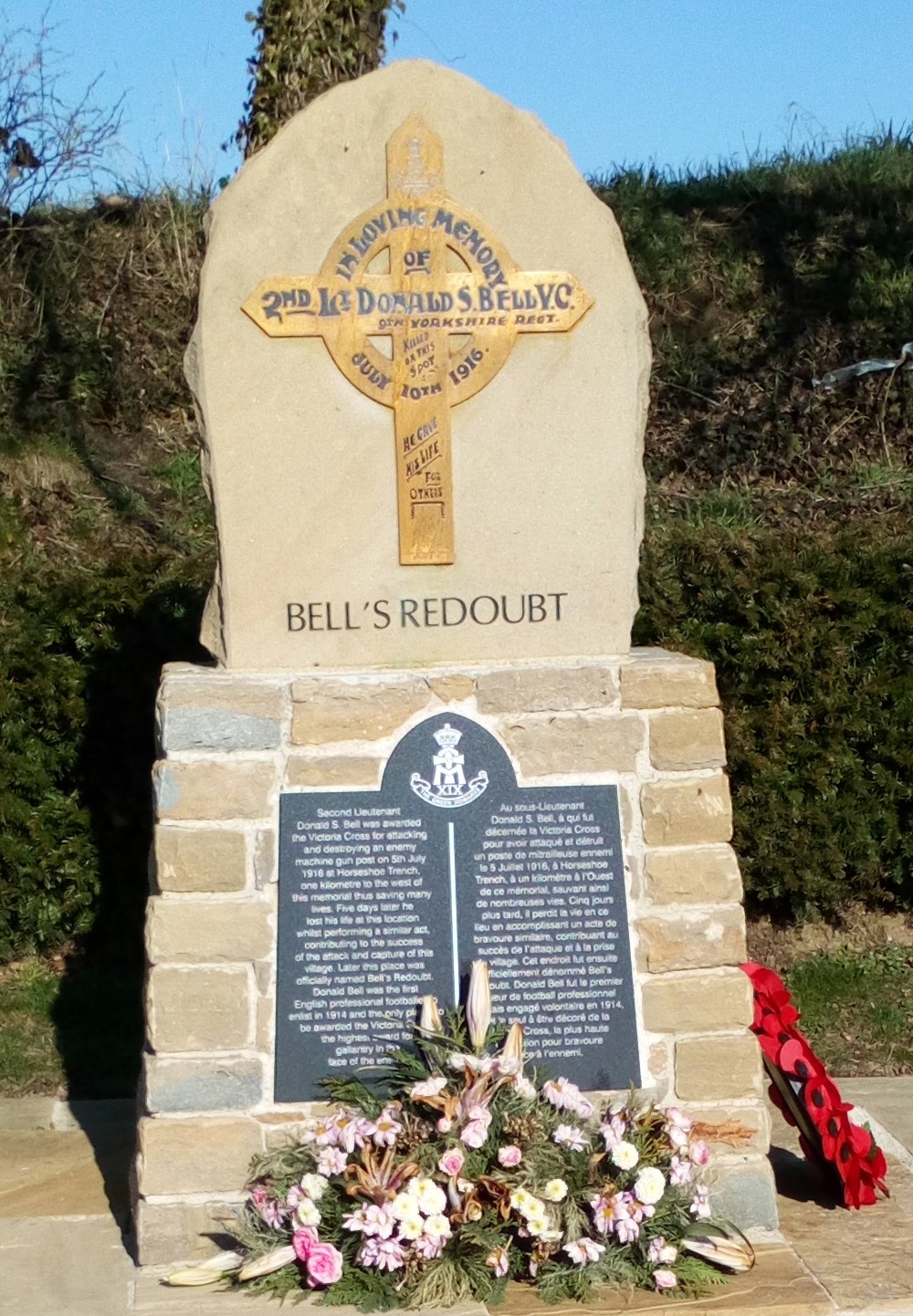
Bell's Redoubt.
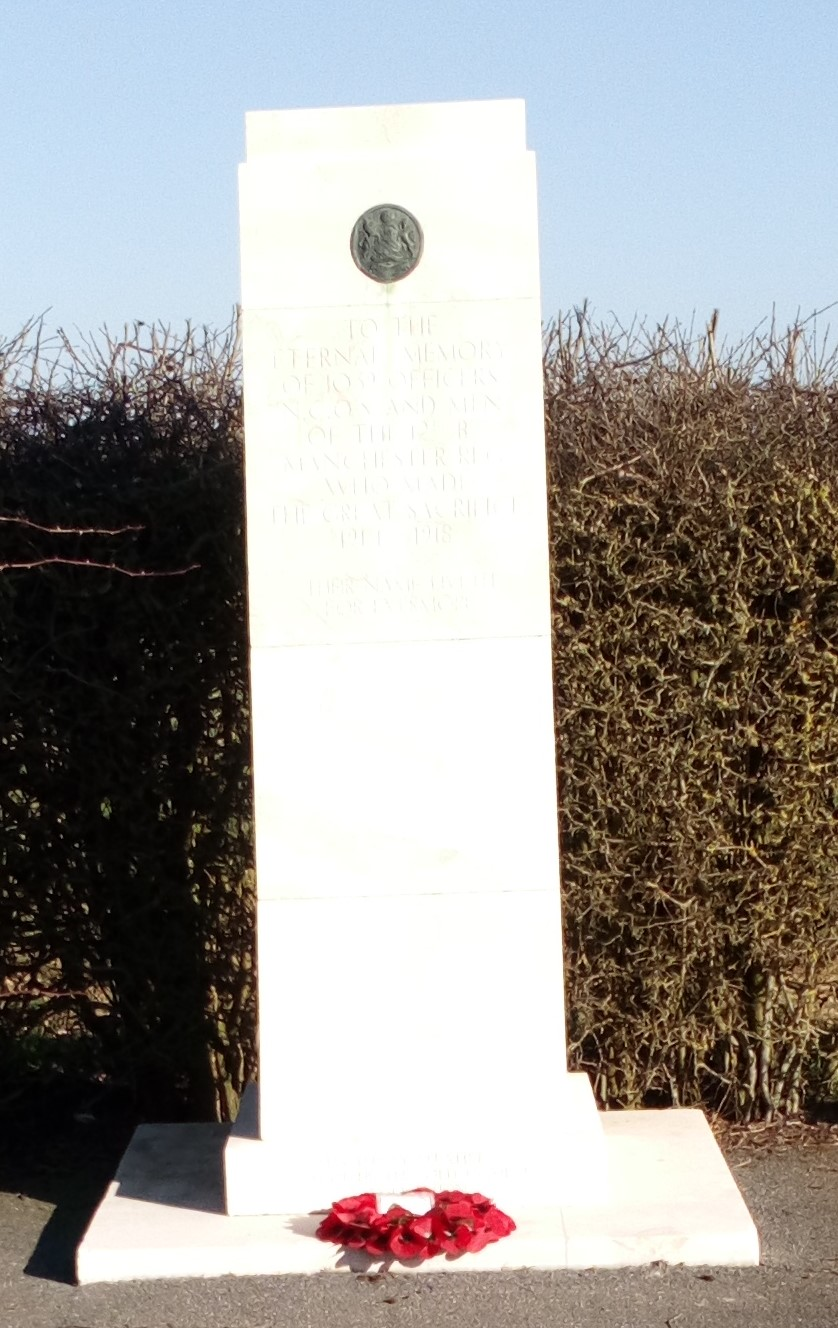
Monument au 12e bataillon de Manchester.
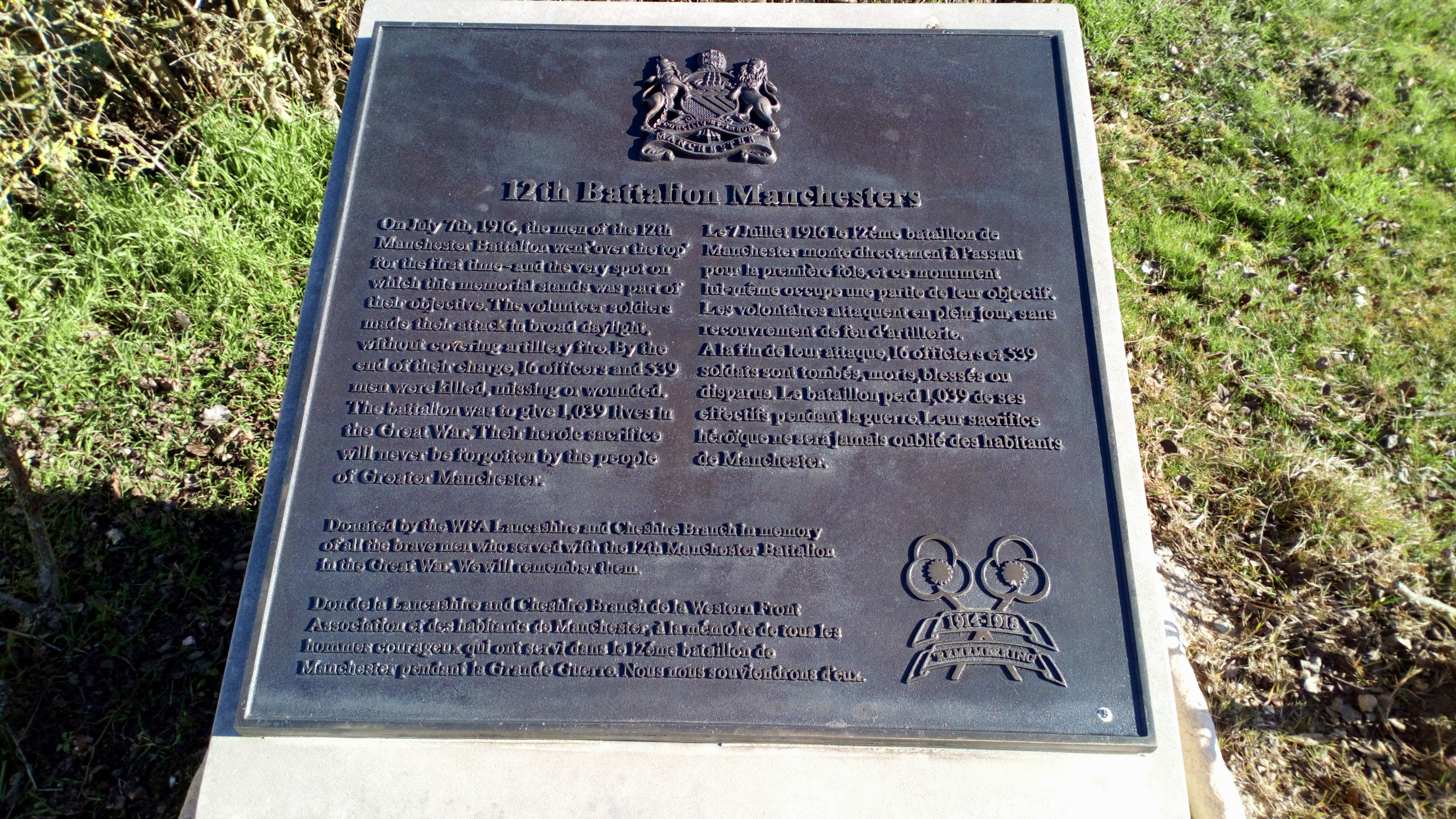
Stèle au 12e bataillon de Manchester
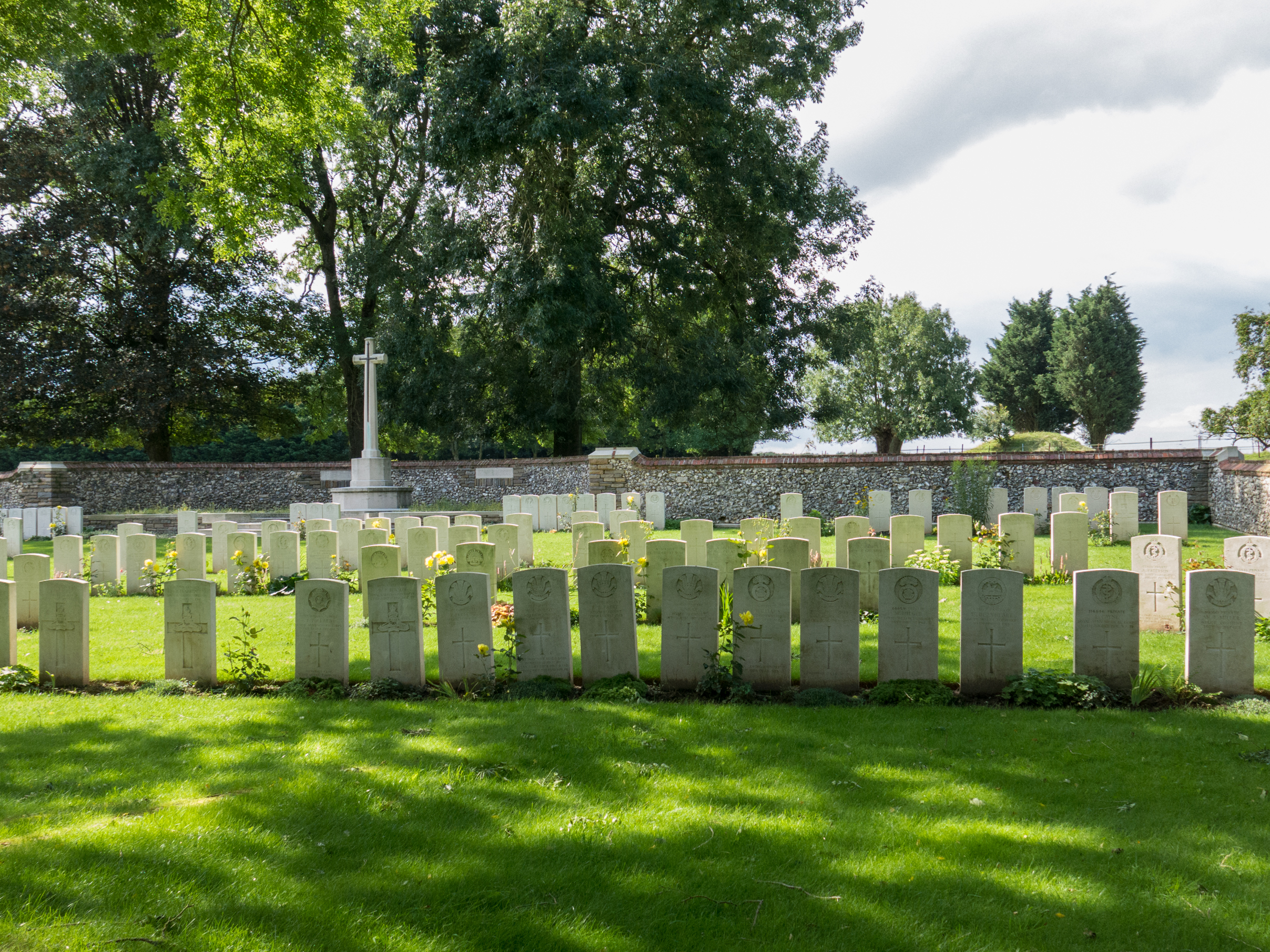
Cimetière militaire britannique du château.
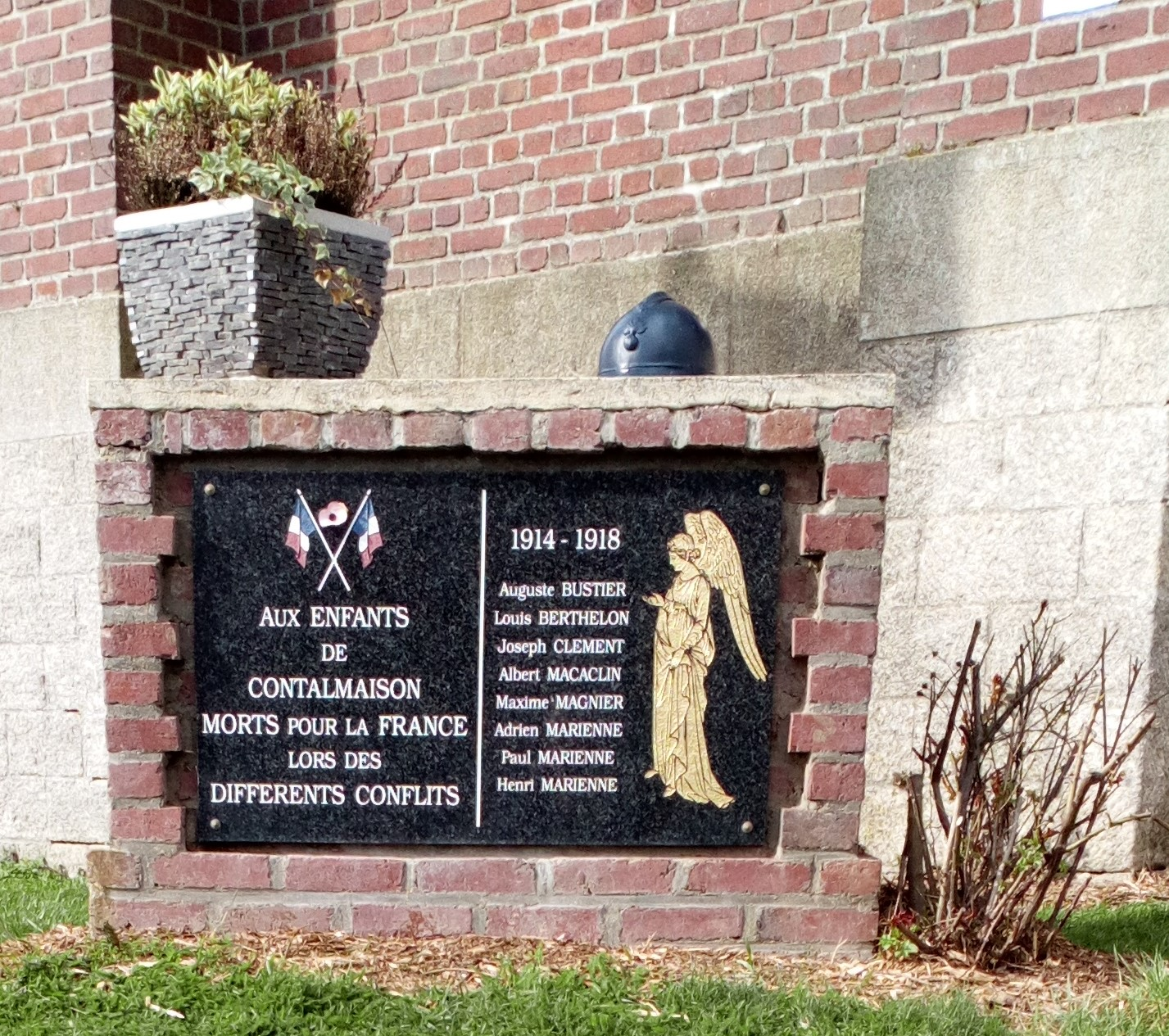
Monument aux morts de la commune.

- Monument au 12e bataillon du Manchester Regiment écossais, le « Bataillon de McCrae » érigé en 2003 grâce à l'action d'un Écossais, Sir George[52], inauguré en 2004. Il est dédié à la mémoire des footballeurs écossais du Heart of Midlothian football club qui périrent en 1916, lors des combats de la Bataille de la Somme, pour la prise de Contalmaison. Il a la forme d'un cairn et a été construit par des artisans écossais avec des matériaux venus d'Écosse[53].

- Mémorial au Bataillon de McCrae et au club du Heart of Midlothian football club

"Mémorial
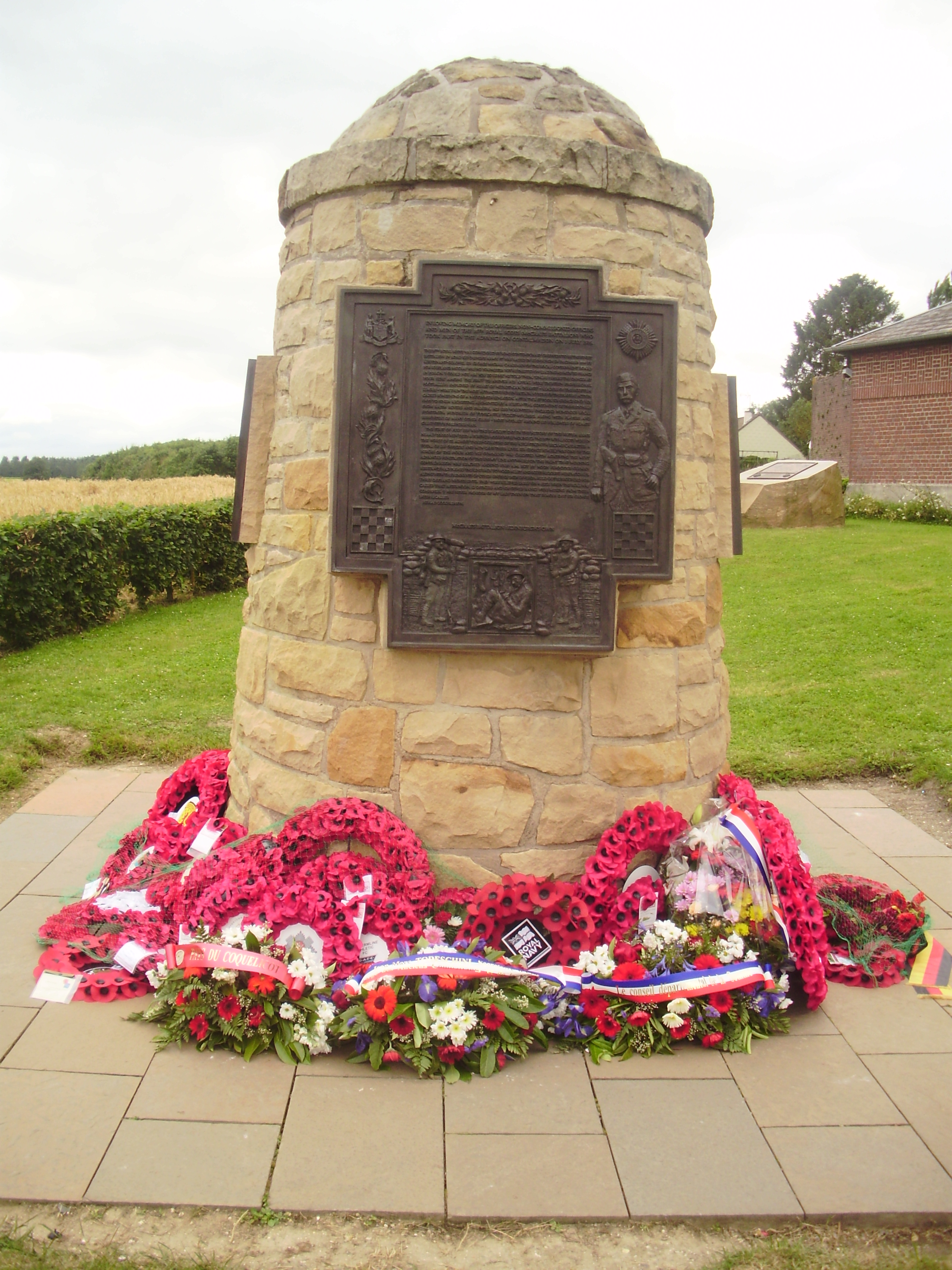
Le cairn
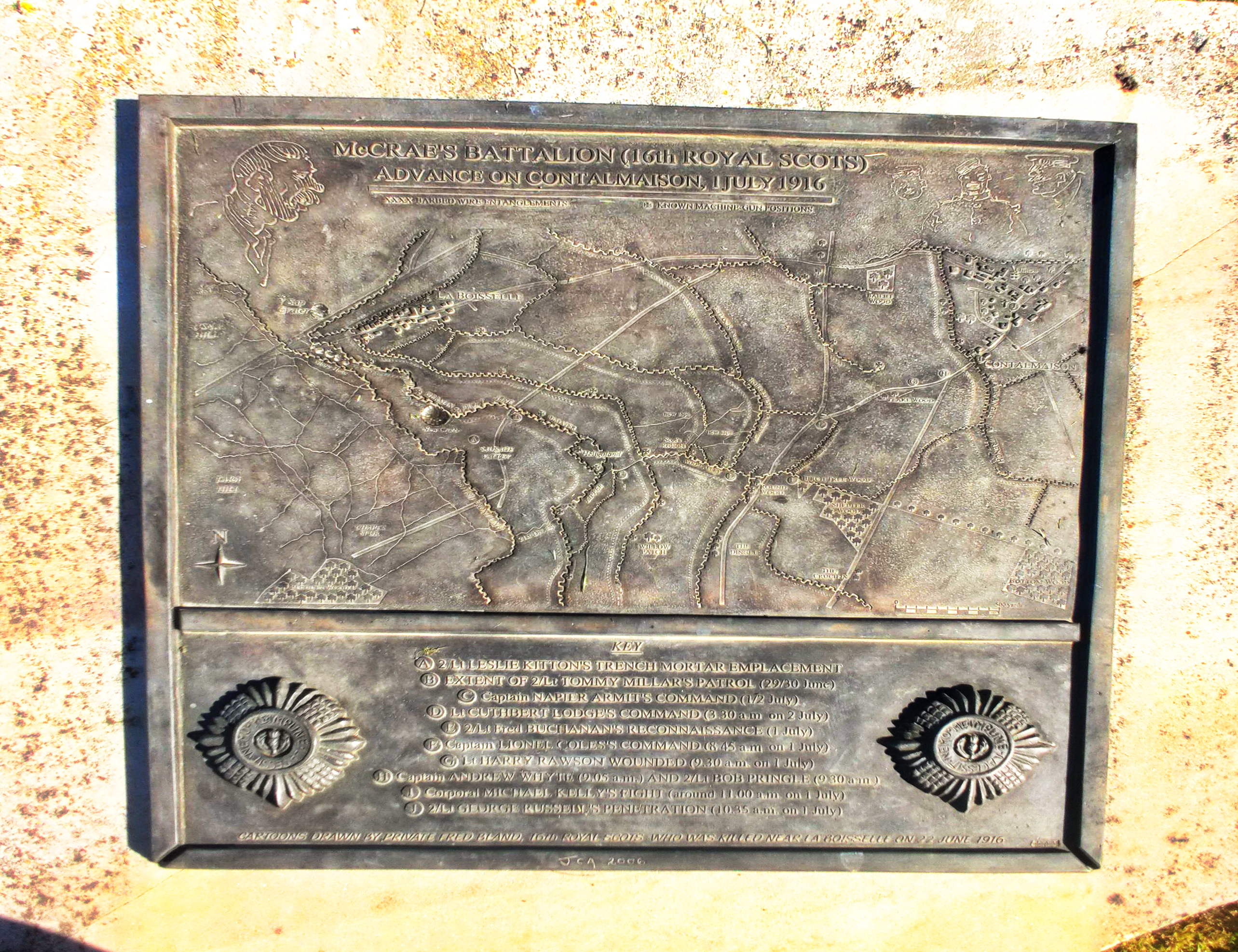
Plan du champ de bataille, le 1er juillet 1916, avec l'avancée du bataillon
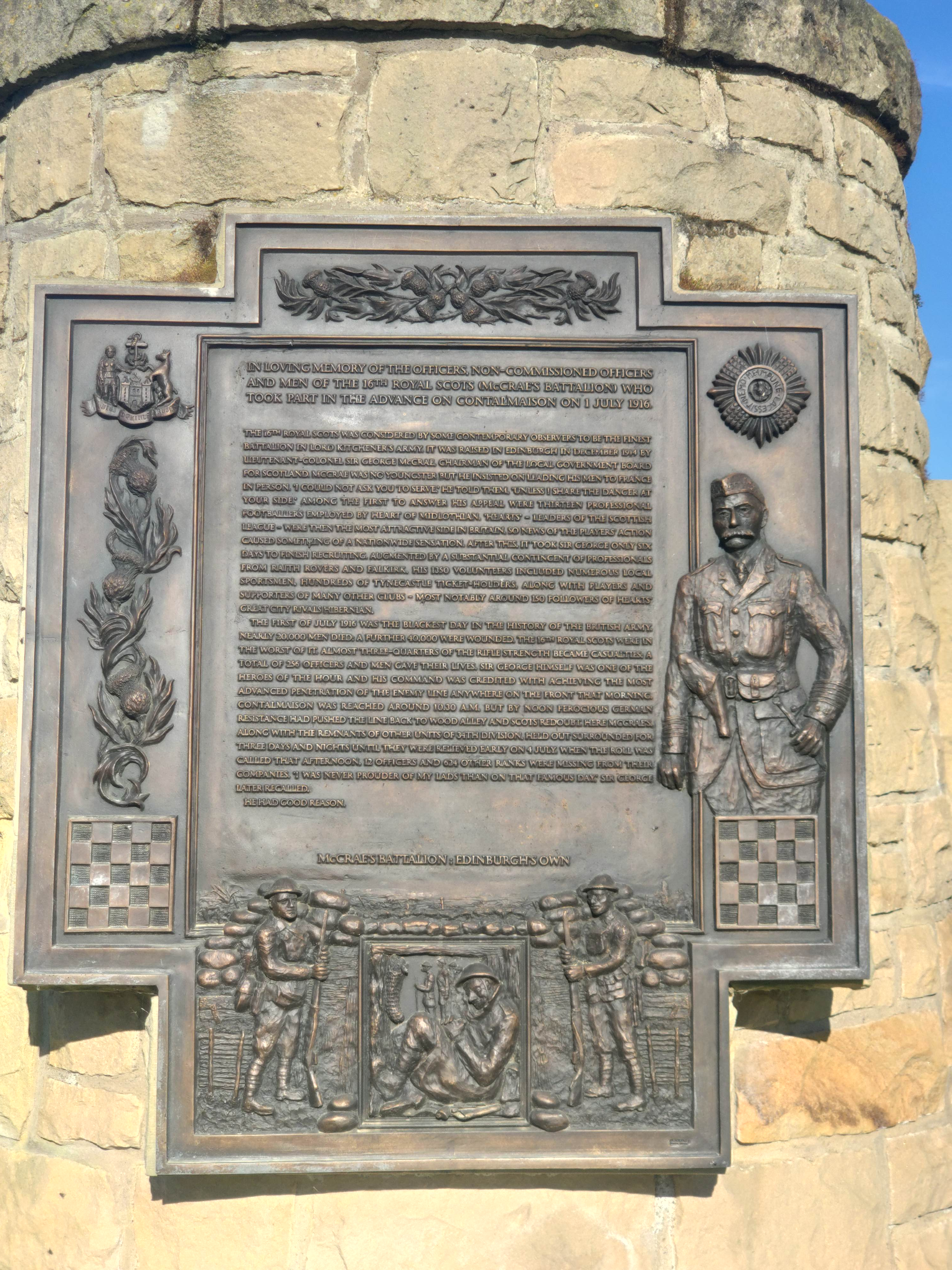
Aux  officiers, sous-officiers et soldats du 16th Royal scots (McCraes Battallion)
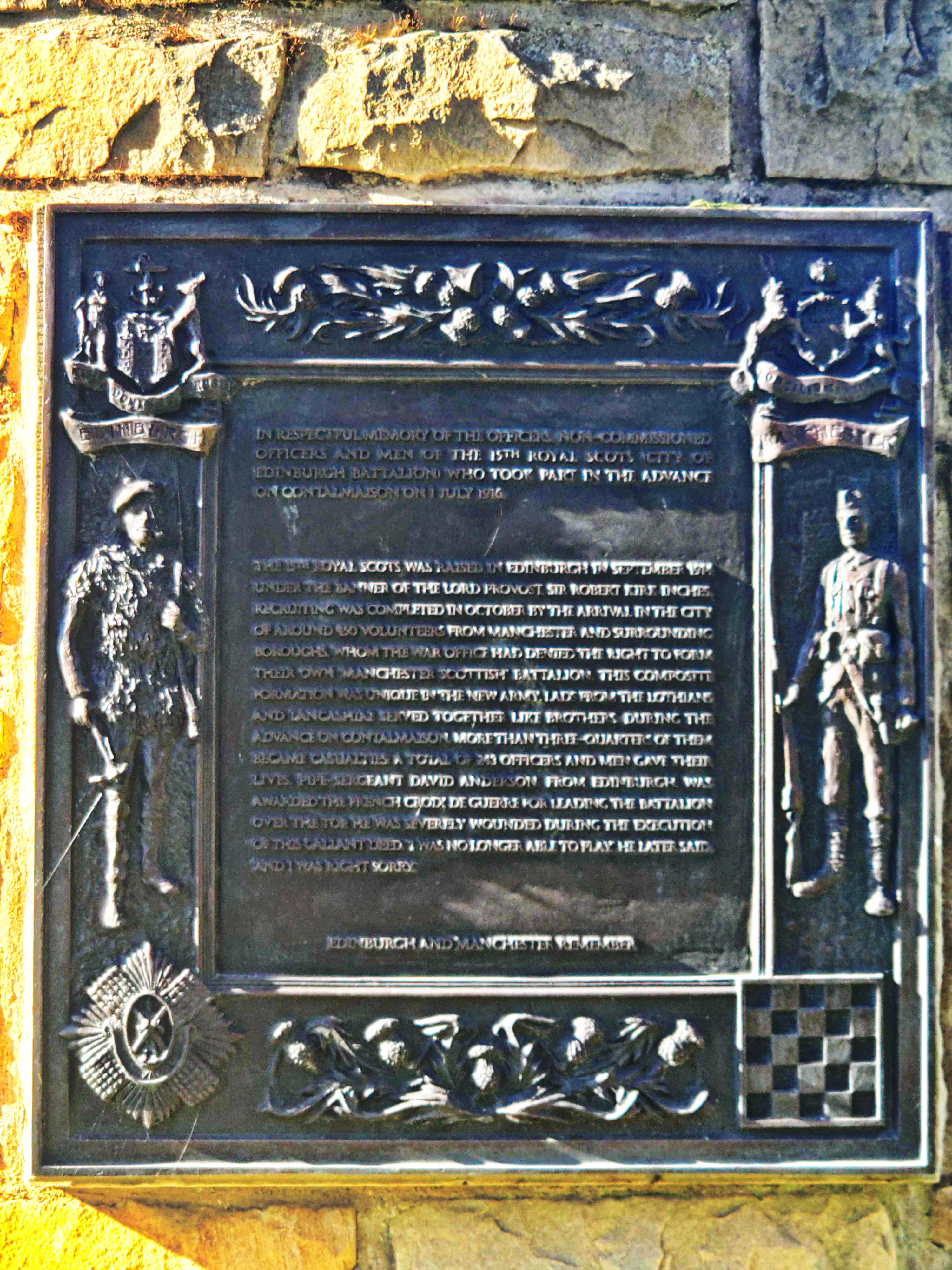
Aux  officiers, sous-officiers et soldats du 15th Royal scots (City of Edinburgh battalion)
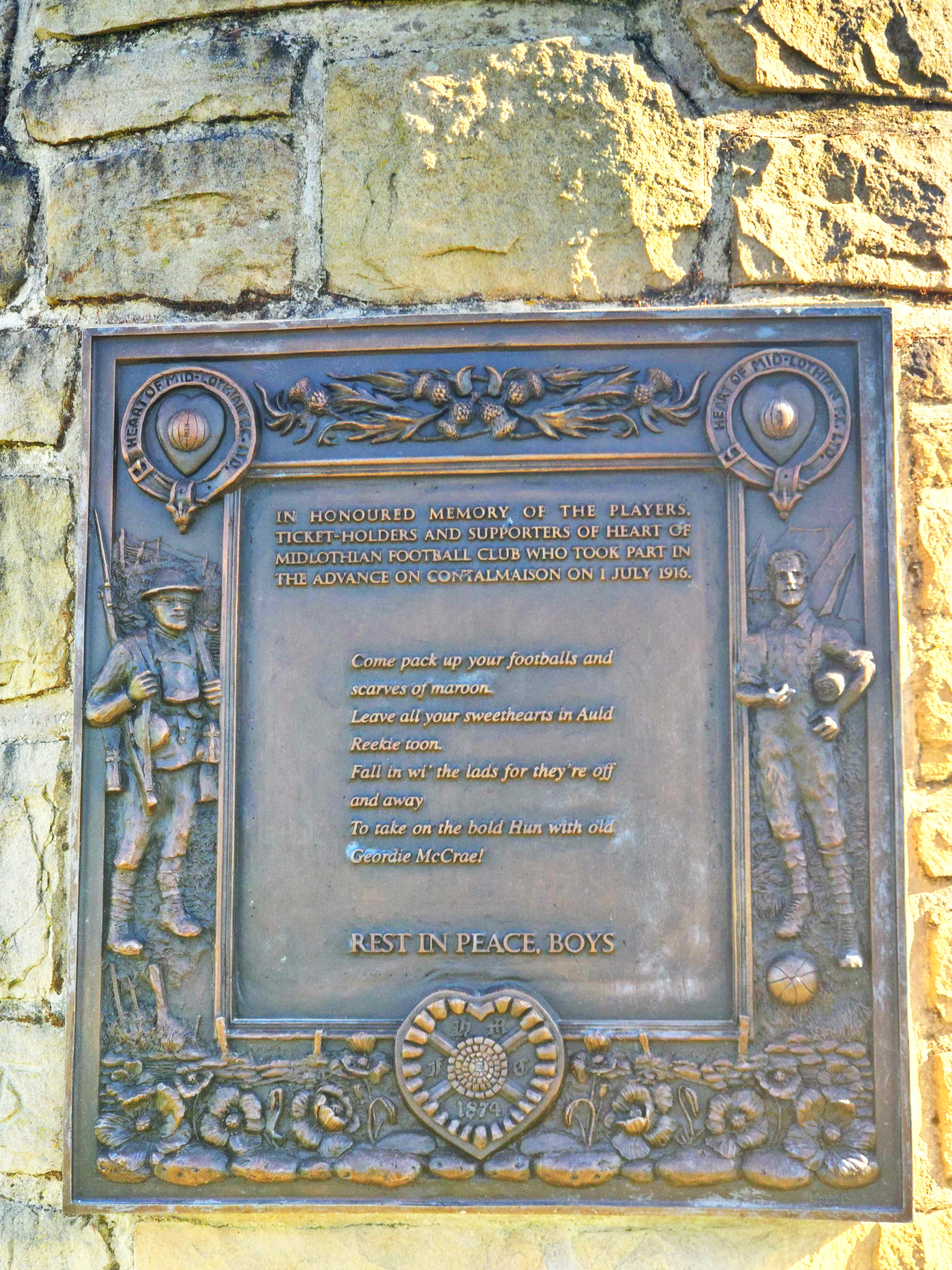
À la mémoire des joueurs et des suppors du Heart of Midlothian football club
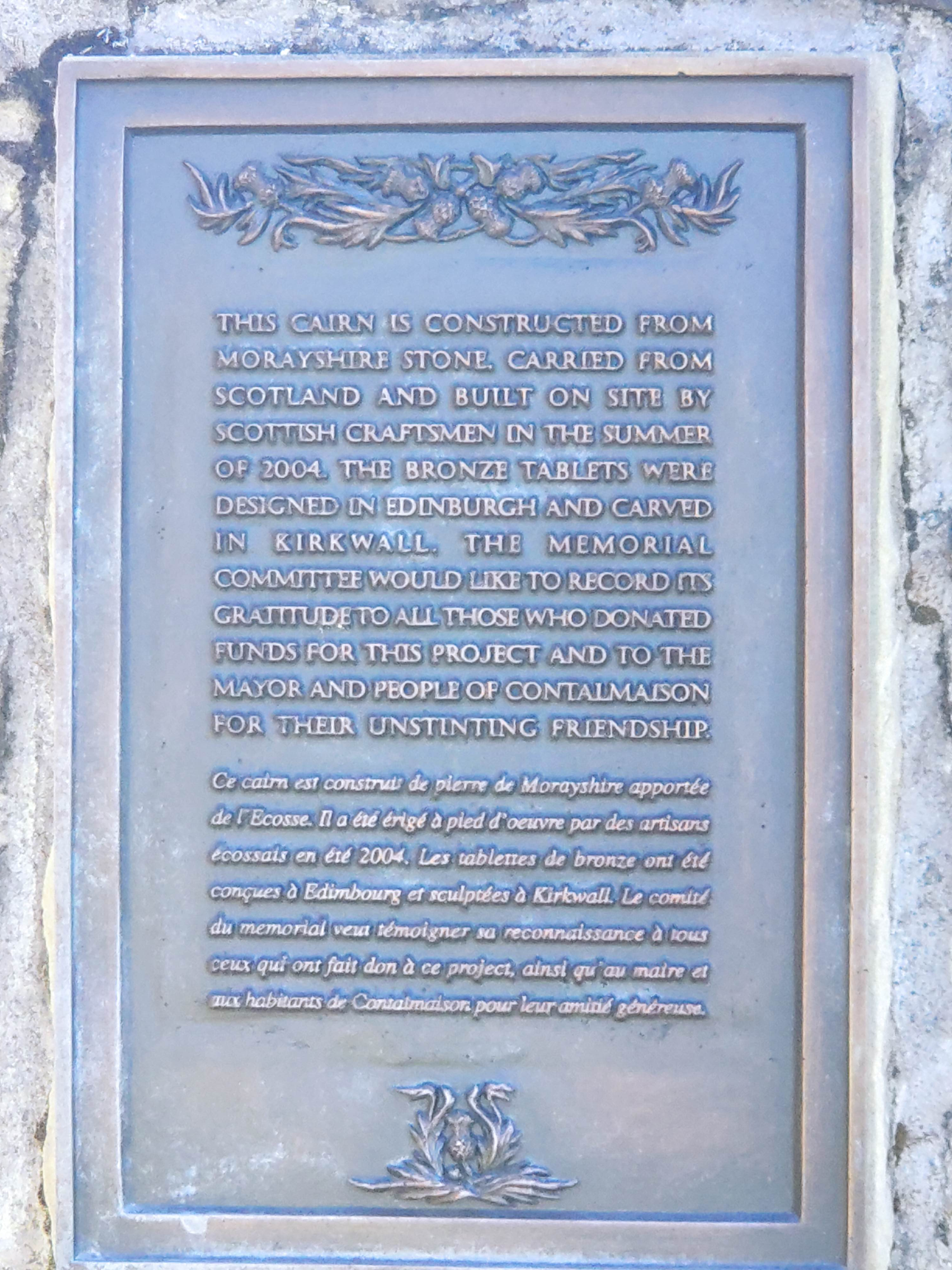
Stèle à la construction du mémorial

- Stèle en mémoire du lieutenant Donald S. Bell, footballeur anglais ayant reçu la Victoria Cross pour avoir défendu le village.

### Personnalités liées à la commune
- En 1554, Olivier de Hangre, établi à Encre (aujourd'hui Albert) et dont la famille originaire du pays de Liège était connue depuis 1438, épouse Marie de Fricourt qui reçoit en dot la terre de Contalmaison. Celle-ci reste dans la famille de Hangre jusque 1780. La famille de Hangre possédait un château situé à proximité de l'église sur le point haut du village[18].
- Adrien de Hangre, seigneur de Contalmaison marie sa fille Marie-Françoise, en 1722, avec Maximilien-François Obert de Courtembus[54].
- En 1780, Elisabeth-Louise de Hangre, héritière de la seigneurie de Contalmaison épousa Pierre-Gilbert du Peyroux, marquis et capitaine au régiment des dragons de la reine.
- Madame de Saint-Prospère est marquise de Contalmaison en 1772[55].
- Étienne Fernet, le « paucheur d'Artois », natif du village, expert en réduction de luxations, dislocations, fractures..., milieu du XVIIIe siècle[56].

### Héraldique
| Blason de Contalmaison | Blason  | Écartelé : au 1er d'azur à une aigle d'or, aux 2e et 3e de gueules à une étoile d'or, au 4e d'azur à deux merlettes d'or rangées en fasce ; sur le tout, d'or à trois chevrons d'azur, au pal du même brochant. Ornements extérieursCroix de guerre 1914-1918 |
| Blason de Contalmaison | Détails | Armes reprises à l'identique de la famille de Hangre, qui posséda la seigneurie de Contalmaison du XVIe au XVIIIe siècle. En 1780, la seigneurie passa par alliance à la famille du Peyroux, dont les armes ont été placées en cœur. Création de Jacques Dulphy, avec la participation de Rémy Godbert, Daniel Juric & Arcady Voronzov, adoptée le 12 février 2021. |

## Pour approfondir